# Cloppenburg
Cloppenburg (niederdeutsch Cloppenborg; saterfriesisch Kloppenbuurich) ist Kreisstadt und zugleich größte Stadt im nach ihr benannten Landkreis Cloppenburg in Niedersachsen.

## Geographie

### Stadtgliederung
Cloppenburg liegt im Oldenburger Münsterland zwischen Osnabrück und Oldenburg. Die Stadt Cloppenburg ist eine Einheitsgemeinde und besteht aus der Kernstadt und den acht Ortschaften Ambühren/Schmertheim, Bethen, Emstekerfeld, Galgenmoor, Kellerhöhe, Staatsforsten, Sternbusch und Vahren/Stapelfeld.
Kellerhöhe

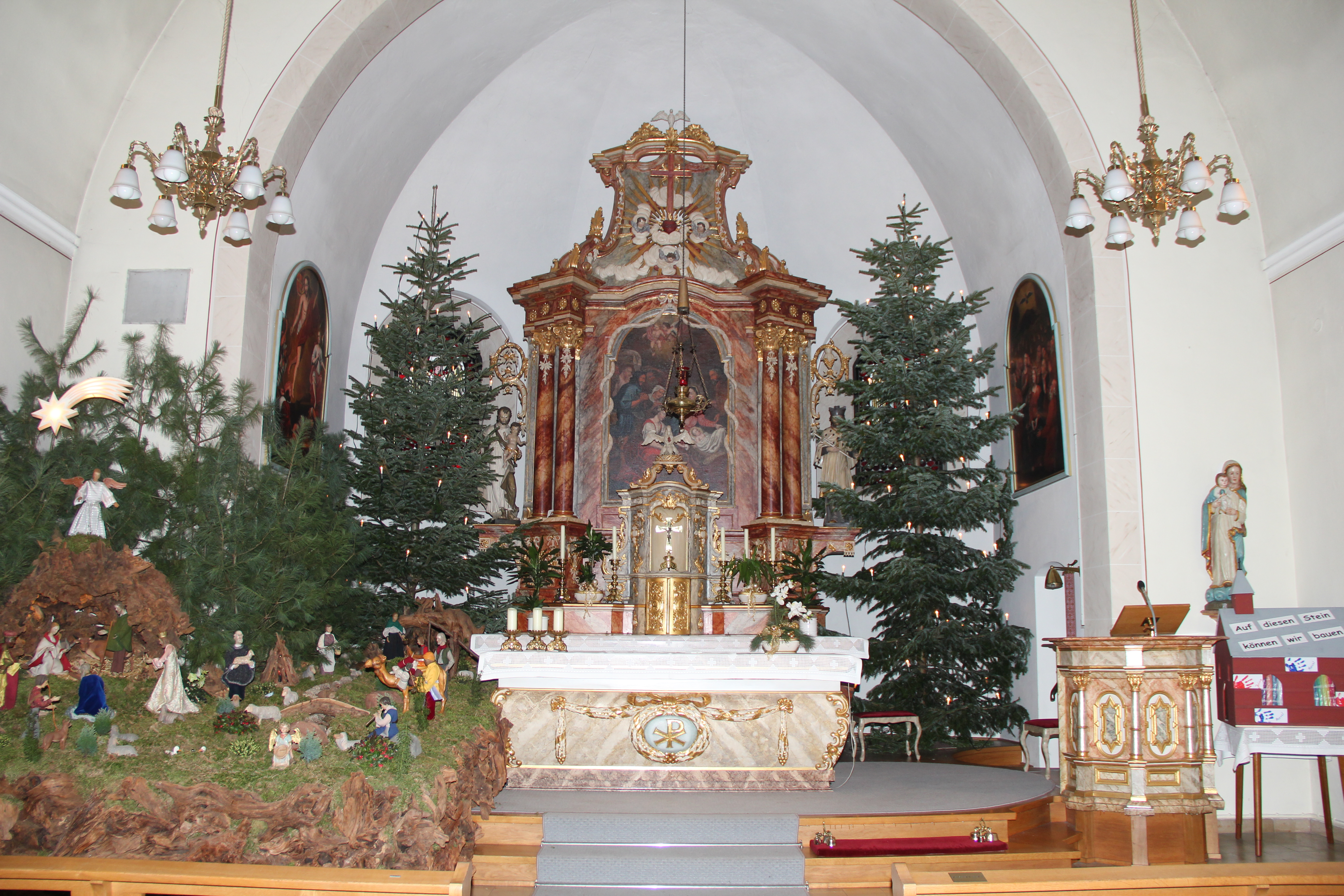
Innenansicht der Kirche St. Marien in Kellerhöhe

Kellerhöhe ist eine Anfang des 20. Jahrhunderts gegründete „Kolonie“ am Rande der Stadt Cloppenburg, in der das Land für den Ackerbau und die Viehzucht urbar gemacht wurde. Am Schnittpunkt der drei Kolonate Hoheging, Kellerhöhe und Bürgermoor, die bis 1933 zur Gemeinde Krapendorf gehörten, aber heute auf drei verschiedene politische Gemeinden aufgeteilt sind, liegt die 1923 erbaute Kirche der katholischen Pfarrgemeinde St. Marien Hoheging-Kellerhöhe-Bürgermoor.

### Naturräumliche Gliederung
Cloppenburg befindet sich in der naturräumlichen Haupteinheit Cloppenburger Geest bzw. in der Untereinheit Cloppenburger Lehm-Geest. Diese ist auch das Haupteinzugsgebiet der Soeste bis Cloppenburg. Diese naturräumliche Einheit ist als ein schwachwelliges Grundmoränengebiet gekennzeichnet, dessen vorwiegend lehmige Böden (gleyartige Braunerden) meist von einer dünnen Flott- oder Flugsanddecke überlagert sind und durch Stau von Oberflächenwasser in schwerdurchlässigem Untergrund (Geschiebelehm) frisch bis feucht, in Mulden gelegentlich nass sind.
Westlich von Cloppenburg, zwischen den Ortschaften Bühren und Schmertheim, grenzt die Untereinheit der Cloppenburger Sand-Geest an. Die Grenze zur Cloppenburger Lehm-Geest ist nicht eindeutig linienhaft zu ziehen. Die Cloppenburger Sandgeest ist nach Meisel ein „vorwiegend sandiges, schwachwelliges Grundmoränengebiet, das stellenweise größere Dünenfelder trägt und nur von einzelnen schmalen, flachmoorgefüllten Niederungen gegliedert wird. […] Ein großer Teil der Böden, die früher Stieleichen-Birkenwälder trugen, war lange Zeit verheidet […] Grünland kommt nur in den schmalen Niederungen vor, die früher Erlen-Bruchwälder trugen.“

## Geschichte

### Der Name
Die Herkunft des Namens ist nicht ganz geklärt, er hat aber zwei mögliche Entstehungsursachen:
1. Der Name gehört zum mdl. kloppen, was als klopfen, schlagen, prügeln in Bezug auf die Entstehung der mittelalterlichen Trutzburg zu setzen ist.
2. Englische Ortsnamen wie Clopton, Clapton oder Clophill stehen zum niederdeutschen Wort clop = Berg, Hügel in Beziehung. Diesbezüglich sind Straßennamen recht aufschlussreich. In der Nähe der St. Andreas-Kirche befindet sich eine Bergstraße. Dieser Bereich gehört aber zu Krapendorf, das erst 1855 Bestandteil von Cloppenburg wurde. Die St. Andreas-Kirche, Cloppenburgs Stadtkirche, an der Grenze zu Krapendorf, ist auf dem höchsten Punkt der Stadt erbaut, zu dem die Krapendorfer Bergstraße hinaufführt.

Der Name Cloppenburg wurde urkundlich erstmals 1297 erwähnt.

### Vor- und Frühgeschichte
Durch das Gebiet der Stadt Cloppenburg führt ein Fernweg, den es bereits in der Bronzezeit gegeben haben soll und der von den Niederlanden über die Ems und die Weser zur Lüneburger Heide führt. Der Abschnitt des Wegs im Bereich der Gemeinde Emstek und der Stadt Cloppenburg wurde nach 1563 von der Bevölkerung Herzog-Erich-Weg genannt. Die Herzog-Erich-Ring genannte Straße bildete bis vor Kurzem die südliche Bebauungsgrenze der Stadt Cloppenburg.

### Mittelalter
Cloppenburg erwuchs aus ursprünglich zwei nach Alter und Entstehungsgeschichte unterschiedlichen Siedlungskernen.
Über die ältere, auf dem Geestrand gewachsene Siedlung Krapendorf gibt es erste schriftliche Aufzeichnungen von 819; die Gründung der Pfarrei Krapendorf erfolgte durch die Missionszelle in Visbek. Nachdem ab 780 n. Chr. von Karl dem Großen neun Missionssprengel zur Christianisierung der unterworfenen Sachsen errichtet worden waren, wurden von der Missionszelle Visbek aus durch Abt Gerbert Castus – den Apostel des Oldenburger Münsterlandes – die ersten Kirchengemeinden in der Umgebung gegründet. Zu diesen zählte im Lerigau die Pfarrkirche Krapendorf. Die Grafen von Tecklenburg errichteten in der Nähe der Siedlung Krapendorf an der Soeste-Niederung die Befestigungsanlage Cloppenburg, um in diesem Gebiet endgültig die Landeshoheit zu sichern.
Am 20. Oktober 855 kommt Krapendorf mit Visbek an das Kloster Corvey.

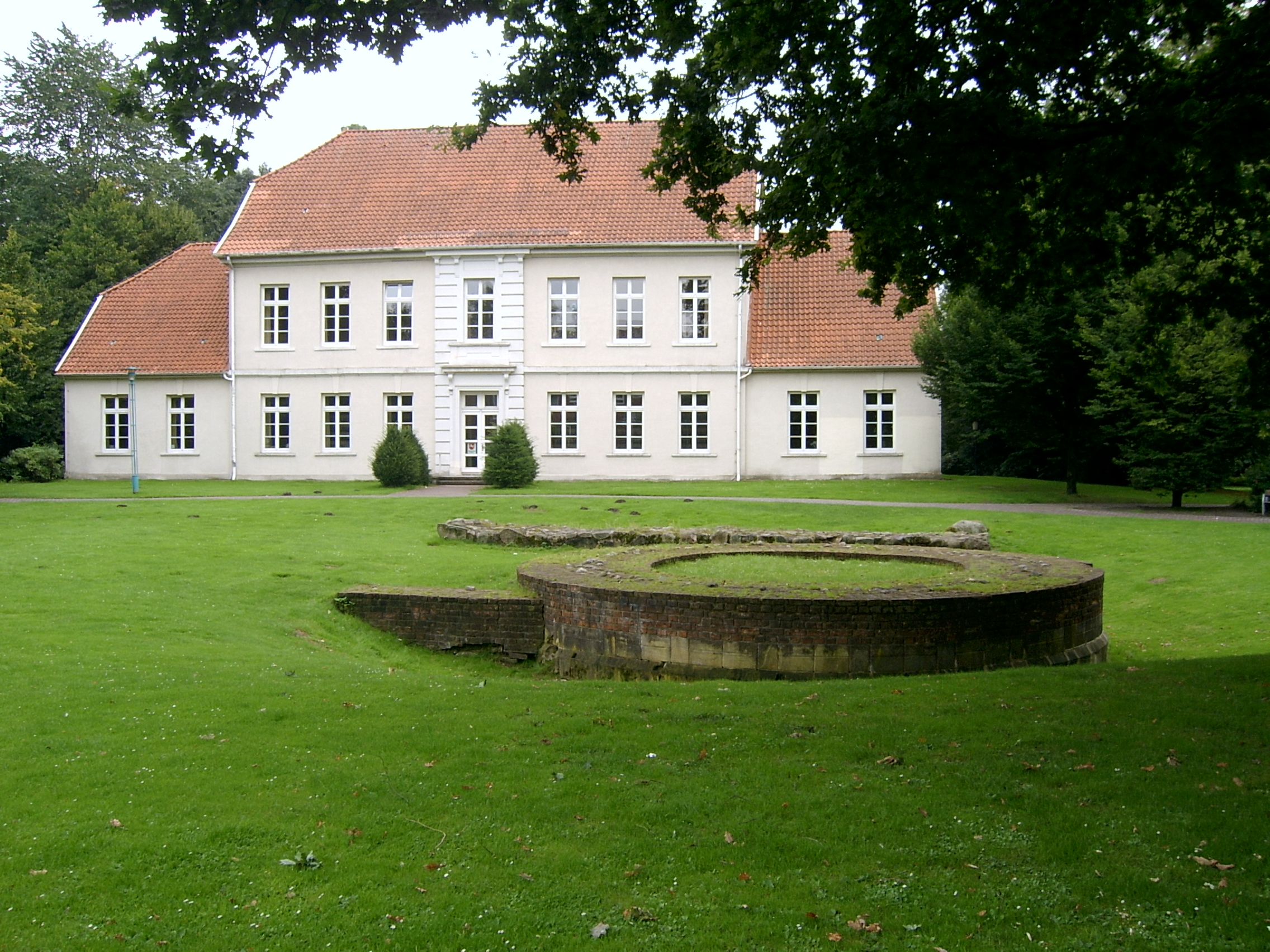
Die Ruinen der Burg Cloppenburg. Das Amtsgericht im Hintergrund

Um 1100 ging der Kirchenzehnte von Croppendorf nach über hundert Jahren tecklenburgischer Herrschaft infolge häufiger Fehden der Tecklenburger Grafen mit den Bischöfen von Münster und Osnabrück in münsterschen Besitz über. Um 1150 erscheint Kroppendorf im Verzeichnis der Corveyer Patronatskirchen. Um 1200 erscheint der Haupthof curia Gropendorf im Besitzverzeichnis des Klosters Corvey.
Am 5. Januar 1297 wurde durch eine Urkunde über den Grundstückstausch dokumentiert, dass Graf Otto III. von Tecklenburg auf einem Hof in Hemesburen (Hemmelsbühren) die Burg Cloppenburg erbauen ließ.
Am 18. Juni 1393 schlossen die Bischöfe und die Städte von Münster und Osnabrück ein Bündnis zur Belagerung der Cloppenburg, die noch im selben Jahr erobert wurde. Am 28. Dezember 1396 trat Bischof Dietrich von Osnabrück seinen Cloppenburger Anteil an den Bischof von Münster, Otto IV. von Hoya, ab.
Am 25. Oktober 1400 verzichtete Graf Nikolaus II. von Tecklenburg auf Herrschaft, Amt und Burg. Im Friedensvertrag von 1400 zwischen Münster und Tecklenburg wurden die Gebiete um Cloppenburg und Friesoythe als Amt Cloppenburg dem Hochstift Münster angegliedert. Trotz der geografischen Lage zwischen Hamburg und Osnabrück gehört es noch zum Bistum Münster. Am 9. März 1411 erhielt der zwischen 1400 und 1411 errichtete Burgflecken vom Bischof von Münster das Weichbildrecht (stadtähnliche Freiheiten und Privilegien) verliehen. Am 5. Januar 1435 verlieh der Bischof Cloppenburg das Stadtrecht mit eigener Gerichtshoheit sowie ein Stadtwappen mit dem Bild des heiligen Paulus.
Im Jahre 1435 wurde die Kirche in Krapendorf von den Osnabrückern zerstört, was aber die Bedeutung Krapendorfs nicht nachhaltig beeinträchtigte, da sie zügig wiederaufgebaut wurde. Vor 1450 war die Befestigung der Stadt Cloppenburg mit Wall und Graben vollendet. Trotz der räumlichen Nähe wurde Krapendorf nicht in die Befestigung einbezogen. Im Jahre 1537 wurde Wilke Steding, Erbauer des Gutes Stedingsmühlen, Drost von Cloppenburg.

### 1500 bis 1800
Religionsstreit
Am 6. Juli 1543 führte Bischof Franz von Münster und Osnabrück das evangelische Bekenntnis ein. 1600 entstand die Stadtschule mit lateinischem und deutschem Unterricht. 1613 wurde das katholische Bekenntnis wieder eingeführt.
Dreißigjähriger Krieg
Im Jahre 1622 fiel Graf von Mansfeld in das Niederstift Münster ein und besetzte Cloppenburg. Im weiteren Verlauf des Krieges waren kaiserliche, dänische und schwedische Truppen in Cloppenburg. Im Jahre 1623 schlug Tilly sein Lager in Bethen bei Cloppenburg auf. Bei einem Brand (1638) wurden 61 Häuser zerstört. Erst 1650 zogen die letzten schwedischen Truppen ab.

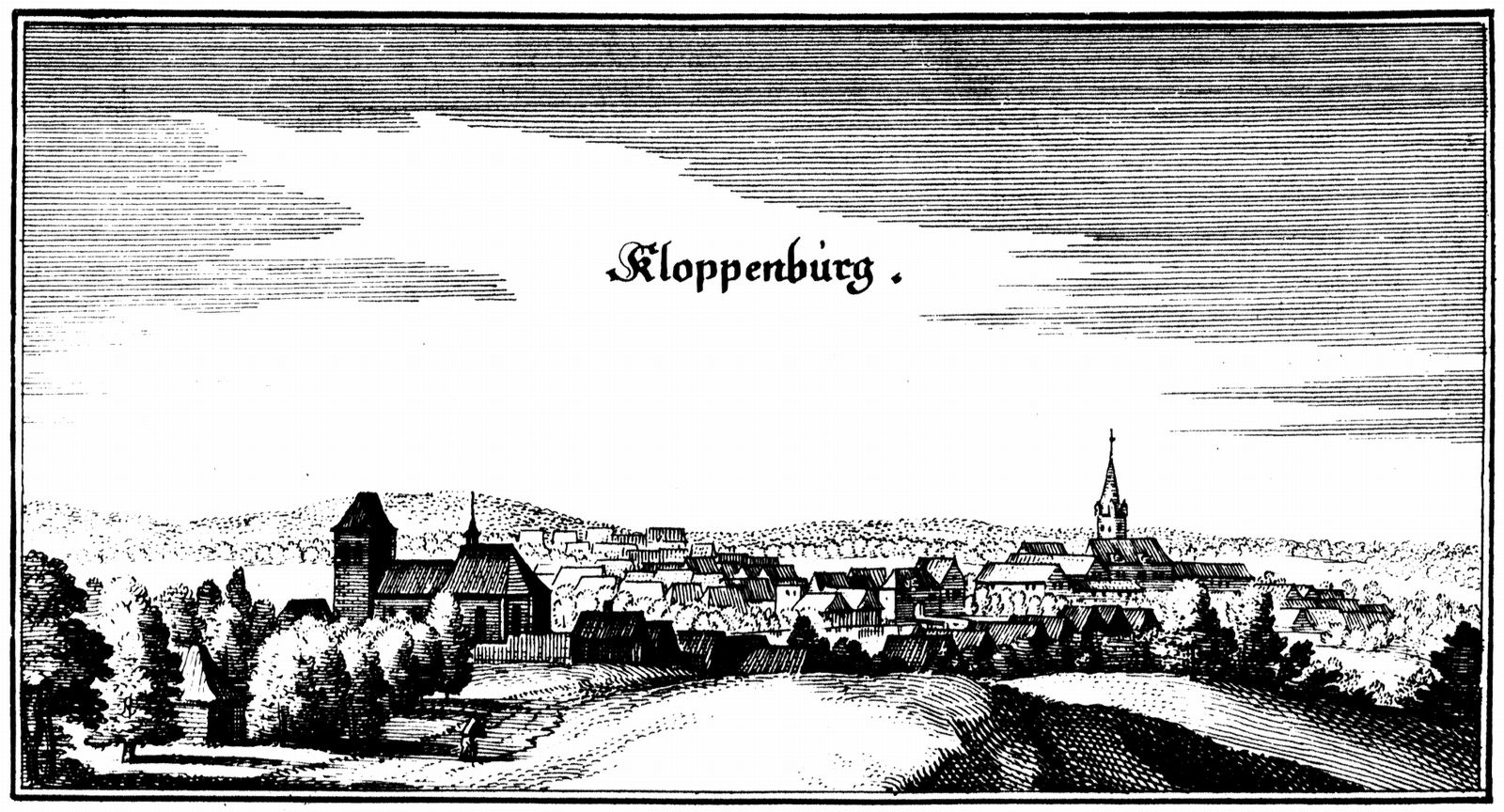
Ortsansicht von Matthäus Merian 1647
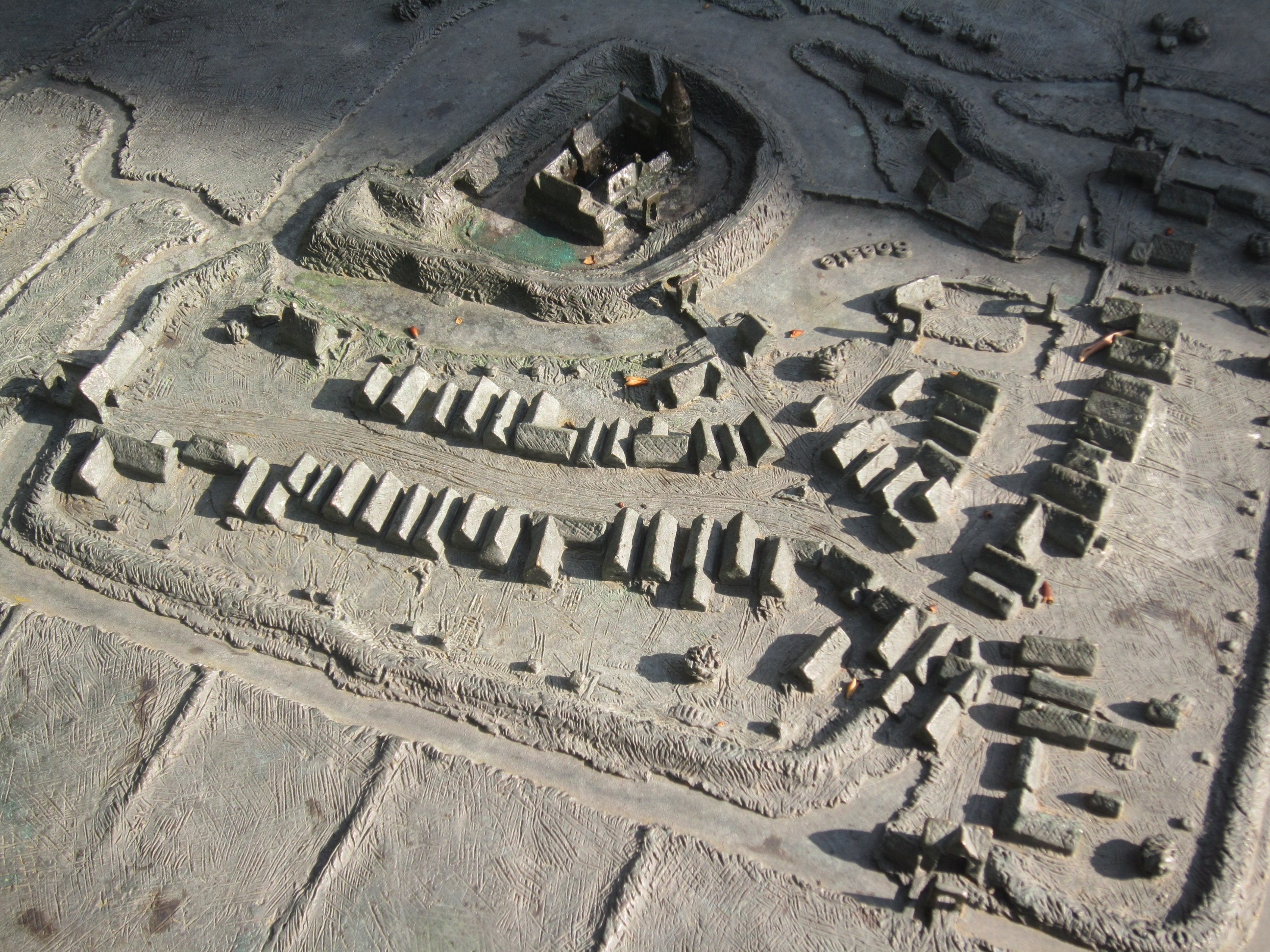
Stadtmodell von Cloppenburg um 1650
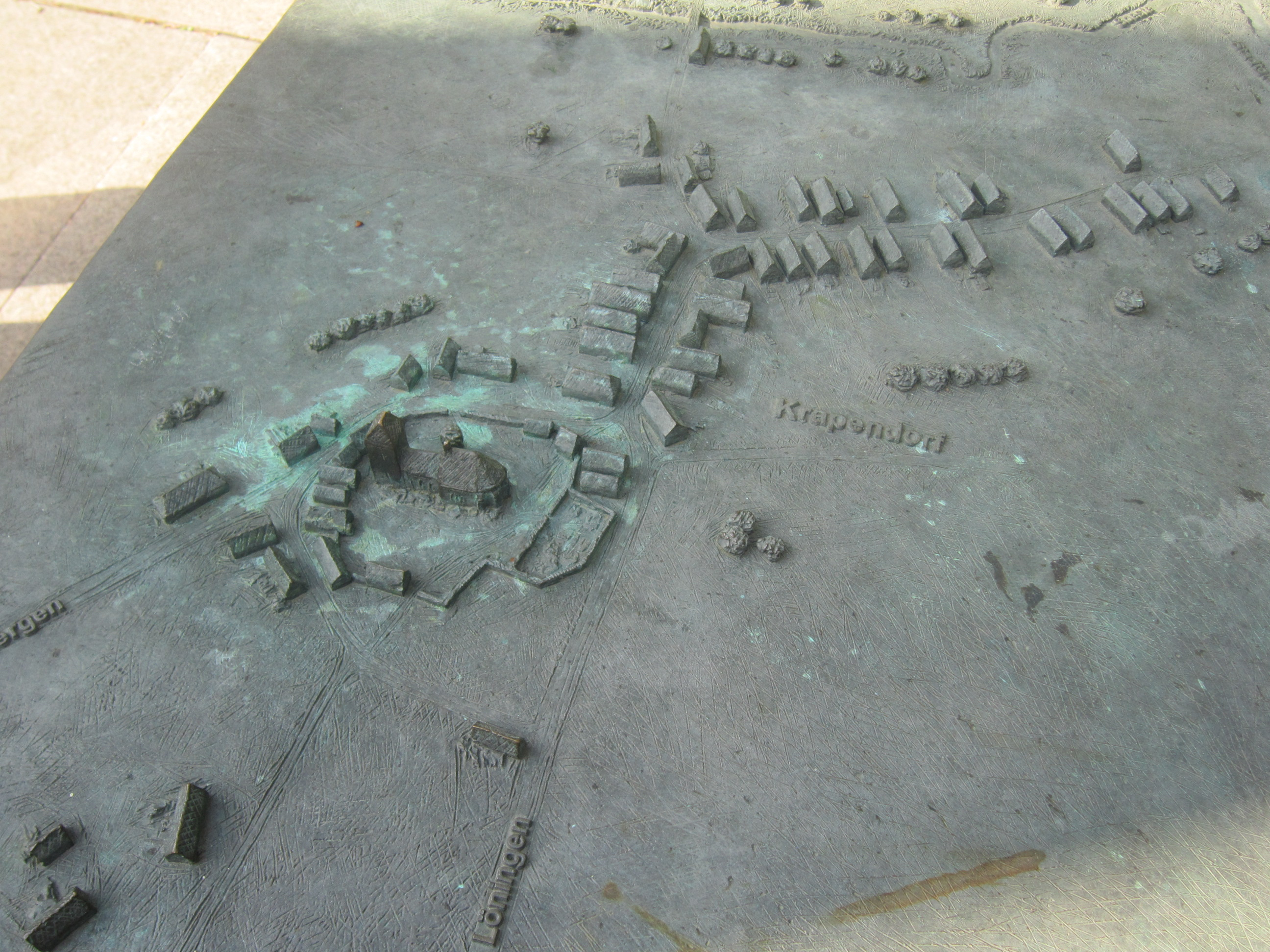
Stadtmodell von Krapendorf um 1650

Fürstbischöfe von Galen

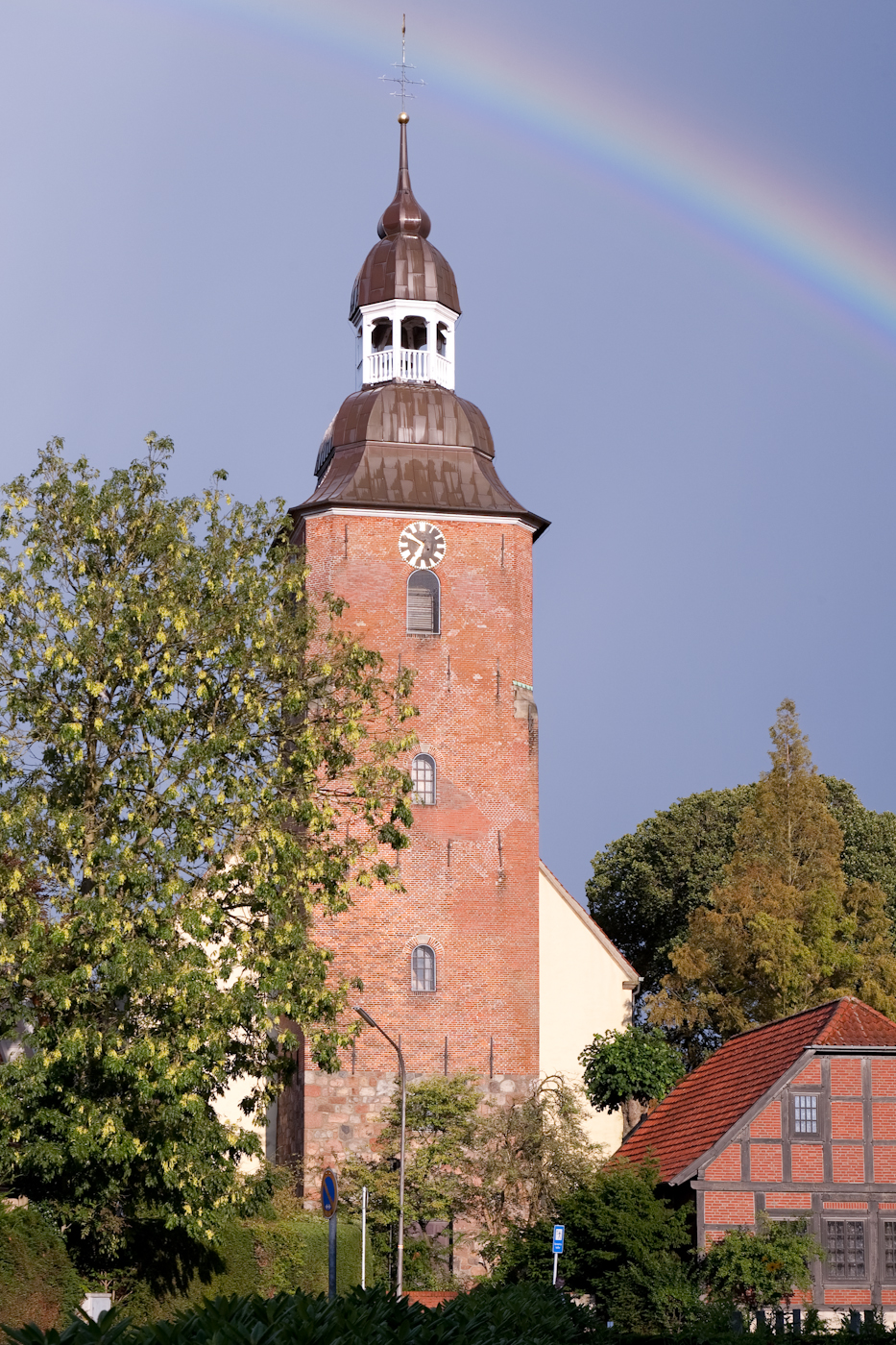
St. Andreas-Kirche

Durch einen Vertrag vom 19. September 1667 erwarb der Fürstbischof von Münster, Christoph Bernhard von Galen, die geistlichen Hoheitsrechte über das Niederstift, die bisher noch Osnabrück innehatte. Im Jahre 1668 wurden die neue Stadtkapelle und das Rathaus vom Fürstbischof Christoph Bernhard von Galen, der auch den Hochaltar für die Kapelle gestiftet hatte (Stadtkapelle und Rathaus bis 1892 in der Osterstraße vor der Drogerie König), eingeweiht. Im gleichen Jahr verlieh der Fürstbischof der Stadt zwei Jahrmärkte „zur Beförderung der gemeinnützlichen Commerzien“. Im Jahre 1669 weihte Christoph Bernhard von Galen die Gnadenkapelle Bethen ein.
Bei einem großen Brand in Cloppenburg kam es 1716 zur Zerstörung der Burggebäude, des Richthauses (jetzt Heukamp) und des Krapendorfer Tores. Im Jahre 1728 war der Neubau der St.-Andreas-Kirche in Krapendorf vollendet. Sie erhielt 1769 drei neue Altäre, die der Bildhauer Johann Heinrich König aus Münster (Westfalen) um 1769 angefertigt hatte, sowie eine neue Kanzel (1963 restauriert). Der neue Turm der Kirche wurde 1789 vollendet.

### 1800 bis 1900

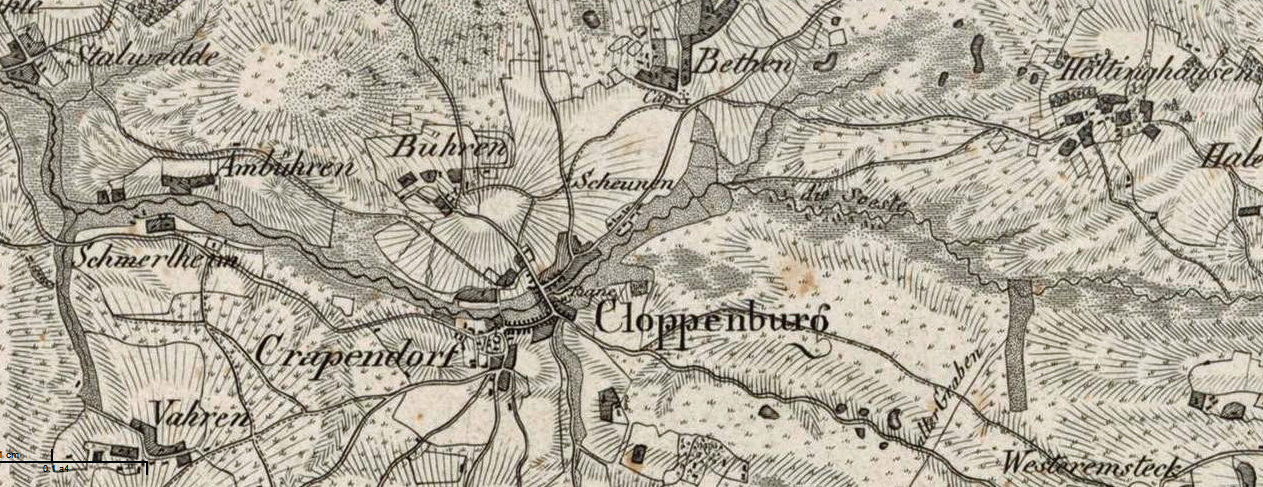
Cloppenburg 1805

Nach dem Reichsdeputationshauptschluss von 1803 wurde Cloppenburg Teil des Herzogtums Oldenburg. 1805 folgte die Sprengung des Burgturmes und Bau des Amtshauses. Von 1811 bis 1814 war der Ort unter Napoleon Sitz eines Kantons des Arrondissements Quakenbrück des Département de l’Ems-Supérieur.
Cloppenburg zählte ca. 1600 Einwohner, als 1855 der Flecken Krapendorf von der Landgemeinde Krapendorf abgetrennt wurde und mit der Burg-Stadt Cloppenburg zu einer Stadtgemeinde vereinigt wurde. Seitdem wuchs Cloppenburg zu einer Mittelstadt mit inzwischen über 30.000 Einwohnern, die aber bis 1933 noch vollständig von der (Land-)Gemeinde Krapendorf umgeben war und 1855 noch Garrel (1872 selbstständig gewordene Gemeinde), Sevelten und Lüsche einschloss. 1857 fand die Einweihung der evangelischen Kirche und 1863 die des Krankenhauses Cloppenburg statt. 1864 gründeten sich die Ackerbauschule und die Höhere Bürgerschule. Seit September 1864 erschien das Wochenblatt für Stadt und Amt Cloppenburg. Die seit 1878 bestehenden Cloppenburger Nachrichten wurden 1882 vom Wochenblatt übernommen, das sich 1906 in Münsterländische Tageszeitung umbenannte und auch heute noch unter diesem Namen besteht.
Im Jahre 1878 wurde auf Anregung des katholischen Kaplans Carl Ludwig Niemann die Liebfrauenschule Cloppenburg gegründet, die in Trägerschaft Unserer Lieben Frauen stand.
Im Jahre 1891 wurden die St.-Josephs-Kirche und 1893 das neue Rathaus in der Langen Straße eingeweiht. Im Jahre 1892 fanden der Abbruch der alten Stadtkapelle und des Rathauses statt.
Von zentraler Bedeutung für die wirtschaftliche Entwicklung der durch bäuerliche Subsistenzwirtschaft geprägten Gegend war die Entwicklung des Eisenbahnnetzes zur Beförderung von landwirtschaftlichen Gütern und Produkten. Cloppenburg wurde dadurch zum Verkehrsknotenpunkt des Oldenburger Münsterlandes. Der direkte Anschluss an die rheinisch-westfälischen Industriereviere förderte die agrarökonomische Entwicklung; sie trug wesentlich zur Bedeutung der Stadt als Markt- und Handelszentrum in Südoldenburg bei und war Ausgangspunkt der inneren Erschließung der Ämter Cloppenburg und Friesoythe. Der Ausbau von Handel und Verkehr führten dazu, dass Cloppenburg nach dem Ersten Weltkrieg „die Handelsmetropole des Münsterlandes und darüber hinaus wurde“.

### Seit 1900

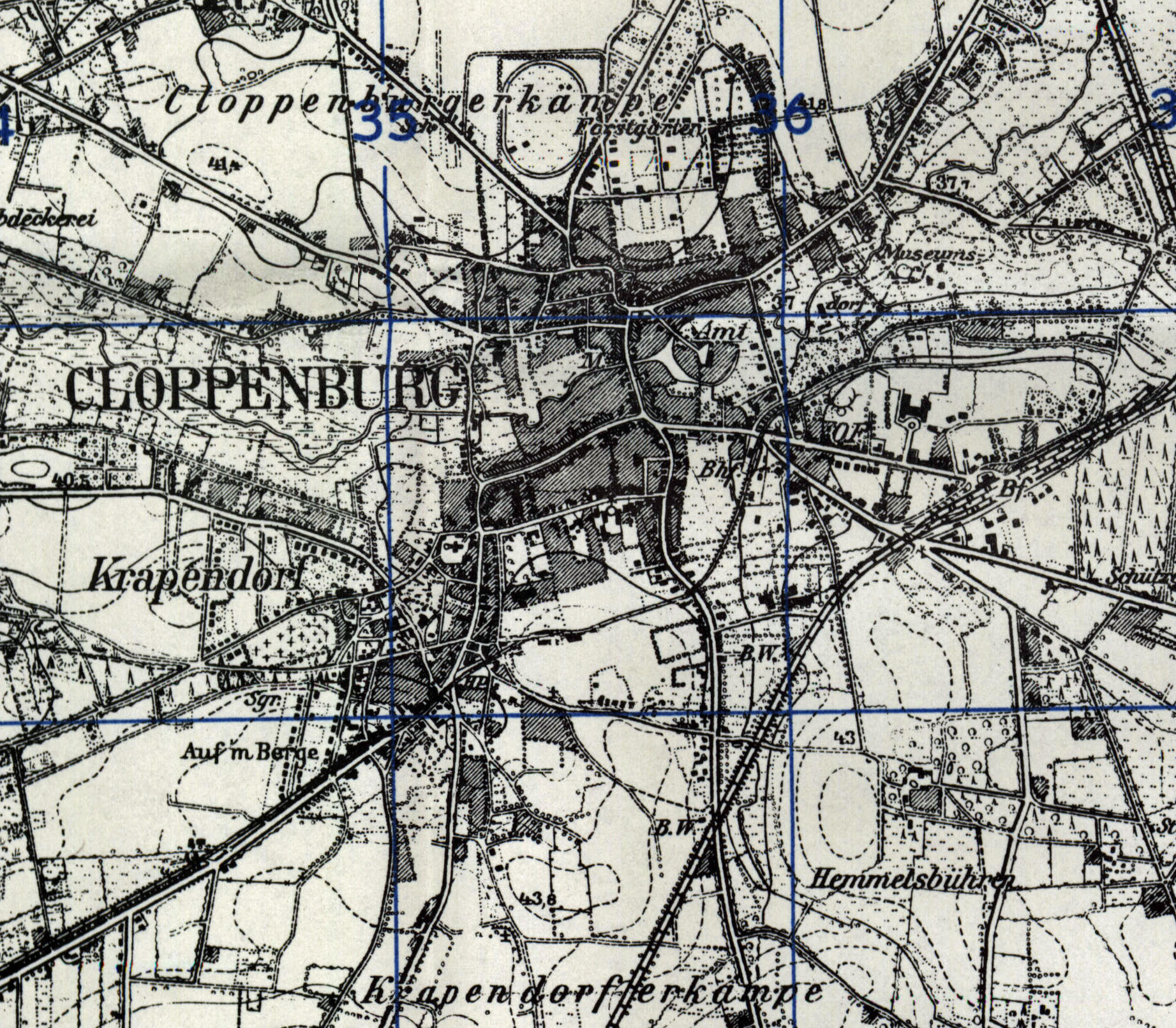
Die Stadt Cloppenburg in den 1930er Jahren

Im Jahre 1909 wurde das Amtsgericht auf dem früheren Burggelände errichtet. Im Jahre 1914 erfolgte die Gründung des Real-Progymnasiums (jetzt Clemens-August-Gymnasium Cloppenburg), welches 1917 eingeweiht wurde. Am 10. November 1918 bildete sich auch in Cloppenburg ein Arbeiterrat.
Heinrich Ottenjann begann 1922 mit dem Aufbau des heimatkundlichen Museums. 1927 wurde die Wallfahrtskirche und die Krieger-Gedächtniskirche in Bethen gebaut. 1929 war der sogenannten „Bauernaufstand“ in Sevelten („Eberborg-Geschichte“). Die Münsterlandhalle entstand um 1929/30 und wurde 1959 erweitert. Bei der oldenburgischen Gebietsreform von 1933 wurde der größte Teil der Landgemeinde Krapendorf in die Stadt Cloppenburg eingemeindet. Einige Ortsteile Krapendorfs wurden jedoch an benachbarte Gemeinden abgetreten: Resthausen und Stalförden an die Gemeinde Molbergen, Warnstedt und Nutteln an die Gemeinde Cappeln sowie Kneheim an die Gemeinde Lastrup.

#### Zeit des Nationalsozialismus
Im Jahre 1934 begann mit dem ersten Spatenstich die Geschichte des Freilichtmuseums Museumsdorf Cloppenburg als Erweiterung des 1922 gegründeten Heimatmuseums.

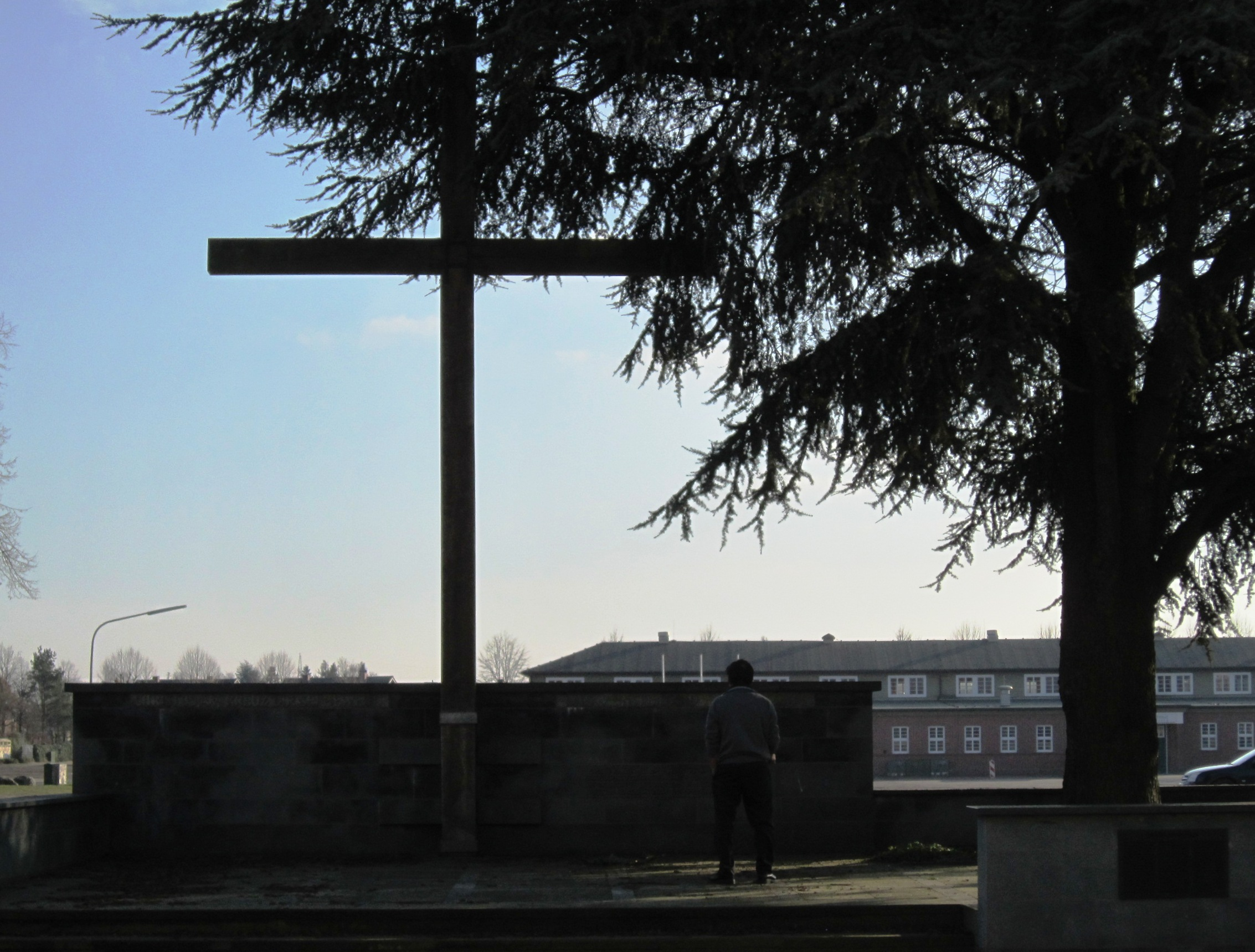
Kreuzkampf-Mahnmal am Markt

Die Großkundgebung von 1936 in der Münsterlandhalle zum Kreuzkampf im Oldenburger Münsterland war eine Protestaktion der Bevölkerung und führte zur Rücknahme des Kreuzerlasses. 1937 feierte die Stadt das Richtfest für das neue Rathaus.
Cloppenburger Nationalsozialisten steckten in der Nacht vom 9. auf den 10. November 1938, während der sogenannten Novemberpogrome, die Cloppenburger Synagoge in Brand.
Am 5. Februar 1940 stießen bei Cloppenburg zwei Züge zusammen. Elf Menschen starben, 31 weitere wurden verletzt.
Am 10. April 1945 führte ein Luftangriff zu schweren Zerstörungen an etwa 150 Gebäuden. Nach Aussagen von Zeitzeugen kamen dabei ca. 200 Menschen ums Leben. Am 13. April 1945 besetzten britische und kanadische Truppen den Ort. Der Quatmannshof im Museumsdorf wurde zerstört.

#### Nach 1945
Im Jahre 1956 war der Neubau für die Berufsbildende Schule an der Museumsstraße fertiggestellt. 1959 war die Einweihung der St.-Augustinus-Kirche, seit 1964 die dritte Pfarrkirche. 1960 konnte das neue Kreisamt auf dem früheren Burggelände übergeben werden. 1960 gründete sich ein Bildungswerk. Im Jahre 1962 war die festliche Übergabe des wiedererstellten Quatmannshofes durch Bundespräsident Heinrich Lübke. Im Jahre 1963 erfolgte der Bau des Spreda-Werkes in Emstekerfeld mit einem 76 Meter hohen Werksturm, der später als Pfanni-Turm zu einem Wahrzeichen der Stadt wurde.
Im Jahre 1964 hatte die Stadt 16.281 Einwohner, davon 12.752 katholische und 2898 evangelische. Es gab 2467 Wohnhäuser.
Im Jahre 1967 wurde im Emstekerfeld die Kirche St. Bernhard eingeweiht, 1968 die der neuen St.-Josefs-Kirche und 1970 das St.-Pius-Stift als Altenheim und Altenpflegeschule. Das Hallenbad eröffnete 1973, das Freibad 1974. Die alte St.-Joseph-Kirche (Kleine Kirche) musste 1973 abgerissen werden. Im Jahre 1974 erfolgte die Fertigstellung der Sonderschule und der Zweifachturnhalle im Schulzentrum am Cappelner Damm. Der zentrale Omnibusbahnhof erhielt 1975 einen Neubau und 1976 war die Heimvolkshochschule Kardinal von Galen, heute Katholische Akademie Stapelfeld fertiggestellt. Die Wallfahrtskirche in Bethen wurde 1977 durch Papst Paul VI. zur Basilika minor erhoben. 1978 konnte die Fußgängerzone Lange Straße eröffnet werden.
Im Jahre 1978 bildete sich der Regierungsbezirk Weser-Ems im Zuge der Gebietsreform.
Der Eberborg-Brunnen wurde 1979 eingeweiht. In Anwesenheit des Landesrabbiners Henry G. Brandt wurde 1983 die Gedenkstätte für die frühere jüdische Gemeinde in Cloppenburg der Öffentlichkeit übergeben. Im Jahre 1984 erfolgte die Freilegung und teilweise Wiederherstellung des Burgturmes im Stadtpark. Das neue Rathaus wurde 1997 eingeweiht. Im Jahre 2010 wurden die vier bisher selbstständigen kath. Kirchengemeinden St. Andreas, St.Augustinus, St. Bernhard und St. Josef zur neuen Stadtpfarrei St. Andreas zusammengelegt.

### Einwohnerstatistik
Der Landkreis Cloppenburg ist zusammen mit dem Nachbarkreis Vechta durch eine überdurchschnittliche Geburtenrate in Deutschland bekannt. Mit durchschnittlich 1,9 Kindern pro Frau, gefolgt vom Landkreis Vechta mit durchschnittlich 1,6 Kindern pro Frau, belegt der Landkreis Cloppenburg bundesweit den Spitzenplatz. Als Grund dafür werden die klassische Rollenverteilung zwischen Mann und Frau in der konservativen Region sowie die vergleichsweise hohe Zahl russlanddeutscher Aussiedler in der Gegend, die eine tendenziell höhere Geburtenrate aufweisen, genannt. Jeder fünfte Einwohner der Stadt kommt aus einer Spätaussiedlerfamilie.
| 1473 | etwa 250 Einwohner                |
| 1609 | 00.380 Einwohner                  |
| 1662 | 00.215 Einwohner                  |
| 1762 | 00.408 Einwohner                  |
| 1808 | 00.598 Einwohner                  |
| 1816 | 01.461 Einwohner (mit Krapendorf) |
| 1964 | 16.281 Einwohner                  |
| 1977 | 20.789 Einwohner                  |
| 1982 | 22.088 Einwohner                  |
| 2000 | 30.353 Einwohner                  |
| 2010 | 32.655 Einwohner                  |
| 2011 | 34.157 Einwohner                  |
| 2014 | 34.313 Einwohner                  |
| 2016 | 34.216 Einwohner                  |
| 2022 | 37.336 Einwohner                  |
| 2024 | 38.337 Einwohner                  |

### Konfessionsstatistik
Die Cloppenburger Bevölkerung gehörte (Stand Ende 2018) zu 46,2 % der römisch-katholischen und zu 20,6 % der evangelisch-lutherischen Kirche an. 32,2 % der Bevölkerung gehörten anderen oder keinen Glaubensgemeinschaften an. Mit Stand 23. September 2024 gehörten noch 39,0 % (14.963) der Cloppenburger Bevölkerung der römisch-katholischen und zu 17,2 % der evangelisch-lutherischen Kirche an. 43,8 % der Bevölkerung gehörten anderen oder keinen Glaubensgemeinschaften an.

## Politik

### Rat
Der Rat der Stadt Cloppenburg hat 38 Mitglieder. Dies ist die festgelegte Anzahl für eine Gemeinde mit einer Einwohnerzahl zwischen 30.001 und 40.000 Einwohnern. Die Ratsmitglieder werden durch eine Kommunalwahl für jeweils fünf Jahre gewählt. Die aktuelle Amtszeit begann am 1. November 2021 und endet am 31. Oktober 2026.
Stimmberechtigt im Rat ist außerdem der hauptamtliche Bürgermeister Neidhard Varnhorn (CDU).
Das Ergebnis der Kommunalwahlen in Niedersachsen 2021 (Ratswahl am 12. September 2021) ist in den Diagrammen dargestellt.
| Aktuelle SitzverteilungInsgesamt 38 Sitze - CDU: 16 - SPD: 9 - UWG: 3 - Grüne: 4 - FDP: 2 - AfD: 2 - Linke: 1 - DZP: 1 |

### Bürgermeister
Bei der Bürgermeisterwahl 2021 wurde Neidhard Varnhorn (CDU) gewählt. Seine einzige Gegenkandidatin war Christiane Priester (Wählerbündnis Buntes Cloppenburg)
| Bewerber            | Partei  | Prozent | Stimmen |
| ------------------- | ------- | ------- | ------- |
| Neidhard Varnhorn   | CDU     | 65,4 %  | 8716    |
| Christiane Priester | WBC     | 34,6 %  | 5477    |
| Wahlbeteiligung     | 46,12 % | 46,12 % | 46,12 % |

Liste bisheriger Bürgermeister
- 1856–1863: Friedrich Wilhelm Pancratz
- 1863–1885: Johannn Gottfried Joseph Gardewin
- 1885–1918: Ignatz Feigel (Zentrum)
- 1918–1938: Bernhard Heukamp (Zentrum)
- 1938–1945: Gerhard Lanwer (NSDAP), nach Einberufung in die Wehrmacht vertreten durch Ortsgruppenleiter Wilhelm Sümpelmann (NSDAP)
- 1945–1946: Bernhard Heukamp (Zentrum)
- 1946–1946: Joseph Wichmann (CDU)
- 1946–1948: Georg Weßling (CDU)
- 1948–1956: Heinrich Winkler (CDU)
- 1956–1961: Joseph Kluge (CDU)
- 1961–1976: Hermann Witte (CDU)
- 1976–1991: Bernd Thonemann (CDU)
- 1991–2001: Joseph Voet (CDU)
- 2001–2021: Wolfgang Wiese (CDU)
- seit 2021: Neidhard Varnhorn (CDU)

### Vertreter im Land- und Bundestag
Landtag
Cloppenburg ist im Landtagswahlkreis 67 Cloppenburg vertreten. Im Niedersächsischen Landtag sind vertreten:
- Christoph Eilers (CDU) seit 2017, direkt gewählt
- Renate Geuter (SPD) seit 2003, „Wahlkreispatin“
- Horst Kortlang (FDP) seit 2017, „Wahlkreispate“
- Hans-Joachim Janßen (Grüne) seit 2017, „Wahlkreispate“

Bundestag
In den Deutschen Bundestag, Bundestagswahlkreis 33 Cloppenburg-Vechta, ist bei der Bundestagswahl 2021 Silvia Breher (CDU) direkt gewählt worden.

### Wappen
Das Wappen der Stadt Cloppenburg vereinigt in sich
- das Wappen des Bistums Münster: roter Balken auf goldenem Schild
- das Bild des Schutzpatrons des Stiftes Münster: der Heilige Paulus mit Buch und Schwert
- ein Charakteristikum des Bischofs Heinrich von Moers, der als damaliger Landesherr Cloppenburg das Wappen verlieh: drei blaue baristelen.

### Flagge
|  | 00Hissflagge: „Die Flagge ist blau-rot geteilt mit dem aufgelegten Wappen in der Mitte.“ |

### Städtepartnerschaften
Seit 1989 besteht eine Städtepartnerschaft mit der französischen Stadt Bernay in der Normandie (ca. 12.000 Einwohner, rund 150 Kilometer westlich von Paris gelegen).

## Kultur und Sehenswürdigkeiten
- Museumsdorf Cloppenburg
- Kulturzentrum „Kulturbahnhof“ im umgebauten Westflügel des Cloppenburger Bahnhofs
- Stadtpark mit dem Amtsgericht (Jugendstilbau) und Fundamenten der Cloppenburg
- barocke St.-Andreas-Kirche (18. Jahrhundert)
- Fußgängerzone mit Bronzeskulpturen „Dialog“ von Norbert Marten auf dem Platz „Stadtmitte“ und Eberborgbrunnen von Peter Lehmann am westlichen Ende der Fußgängerzone sowie die Steinskulptur „Die Welle“ von Yoshito Fujibe am östlichen Ende
- 76 Meter hoher Turmbau auf dem ehemaligen Werksgelände von Pfanni, 1963 errichtet[20]
- zwischen 1985 und 1993 wurde jedes zweite Jahr der Cloppenburger Kunstpreis vergeben. 1985 (Malerei) und 1987 (Musik): Region Weser/Ems, Bremen; 1989 (Literatur): bundesweit; 1991 (Skulptur): Niedersachsen, Bremen und Region Bernay/Normandie (Partnerstadt); 1993 (Musik): bundesweit und Region Bernay/Normandie.

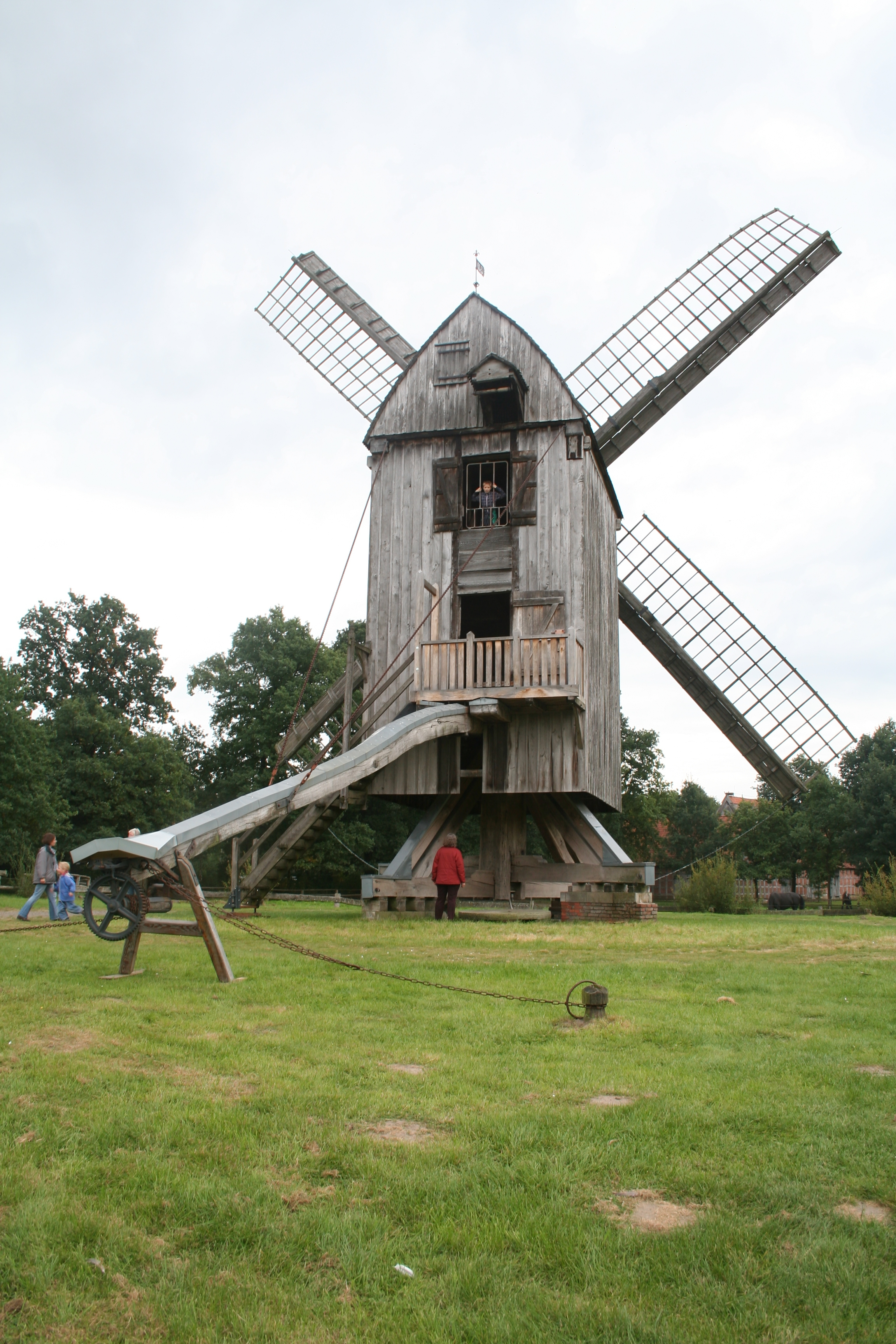
Bockwindmühle, wiederaufgebaut im Museumsdorf Cloppenburg
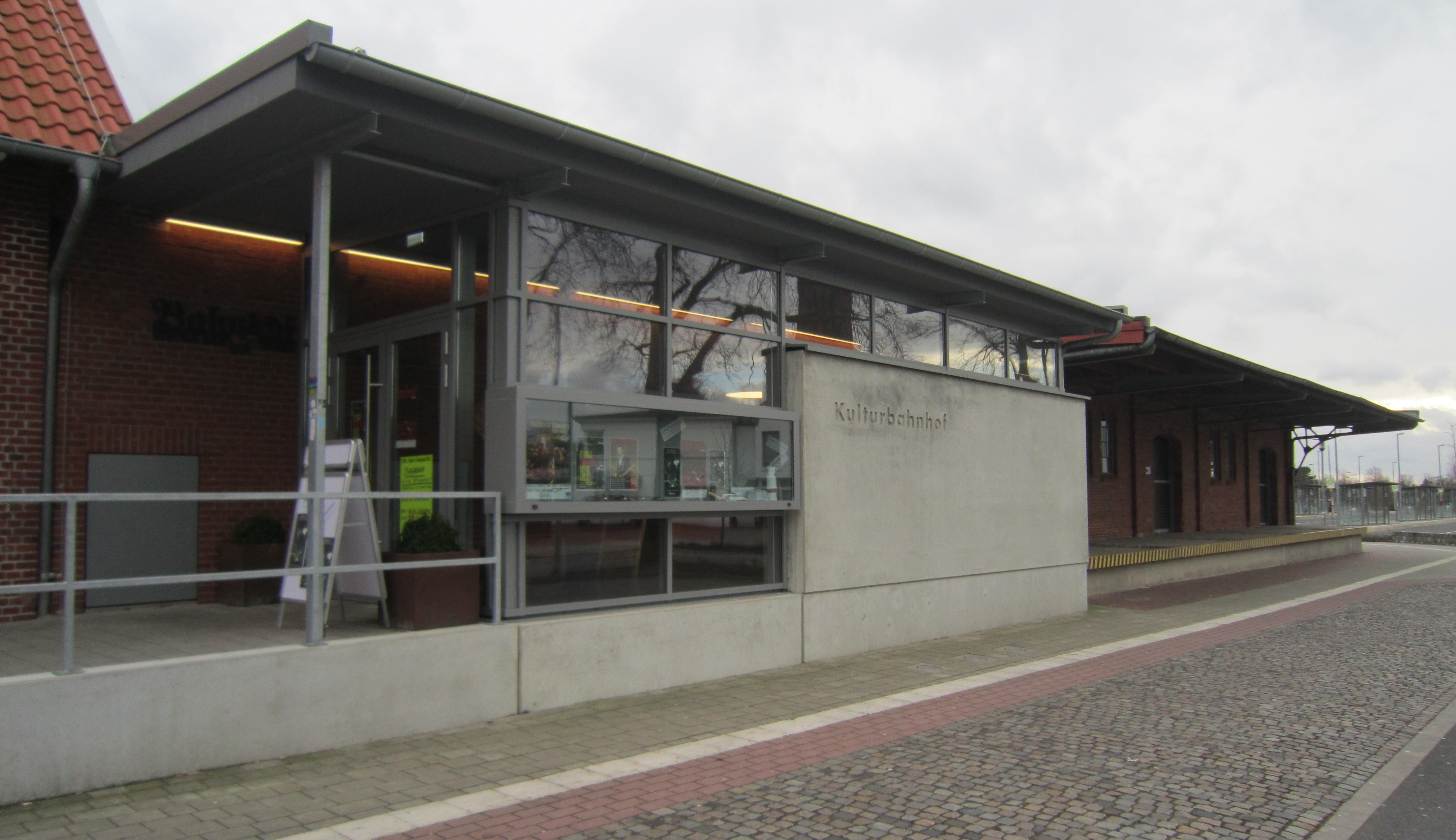
Kulturzentrum „Kulturbahnhof“
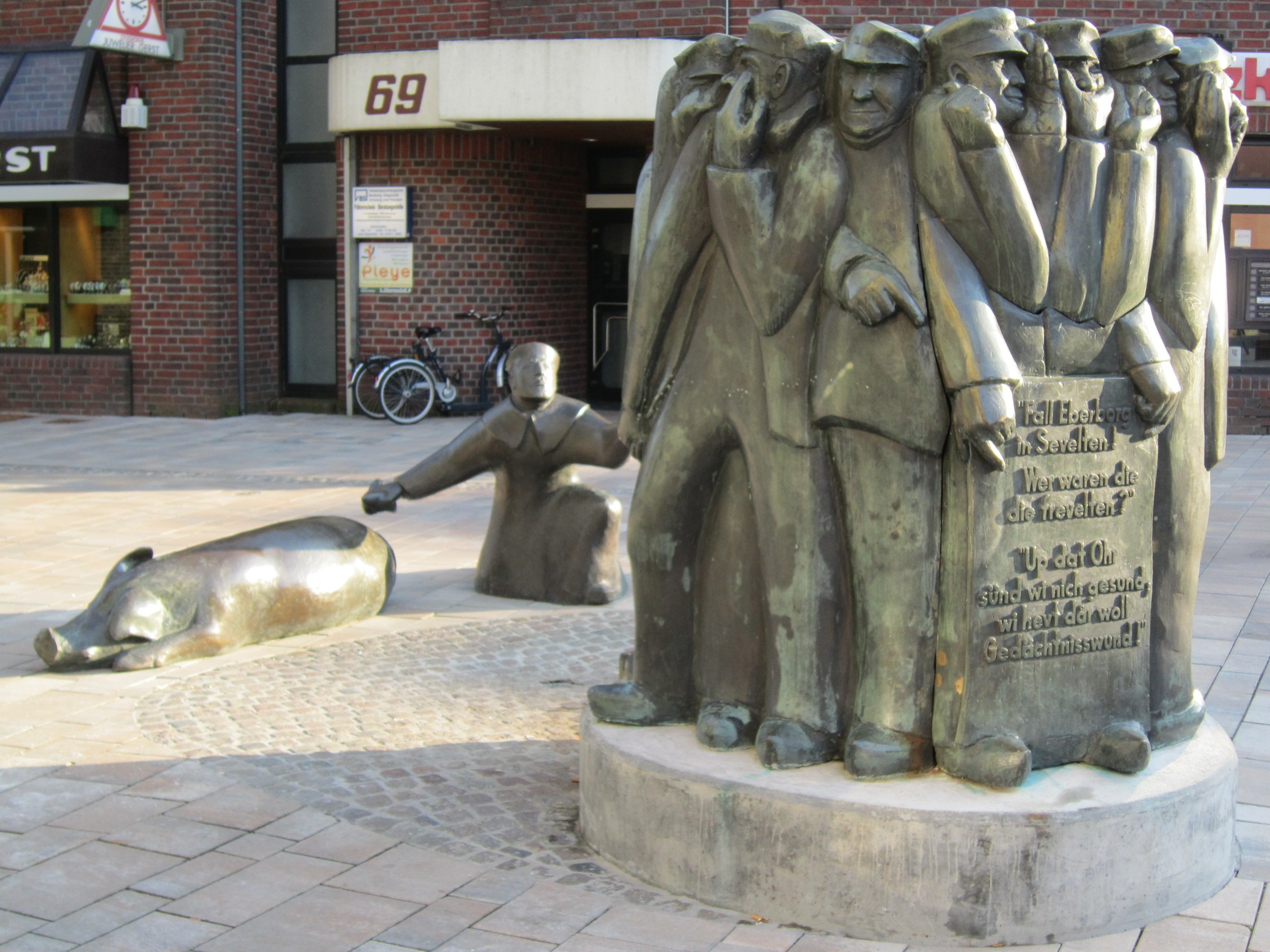
Eberborg-Brunnen
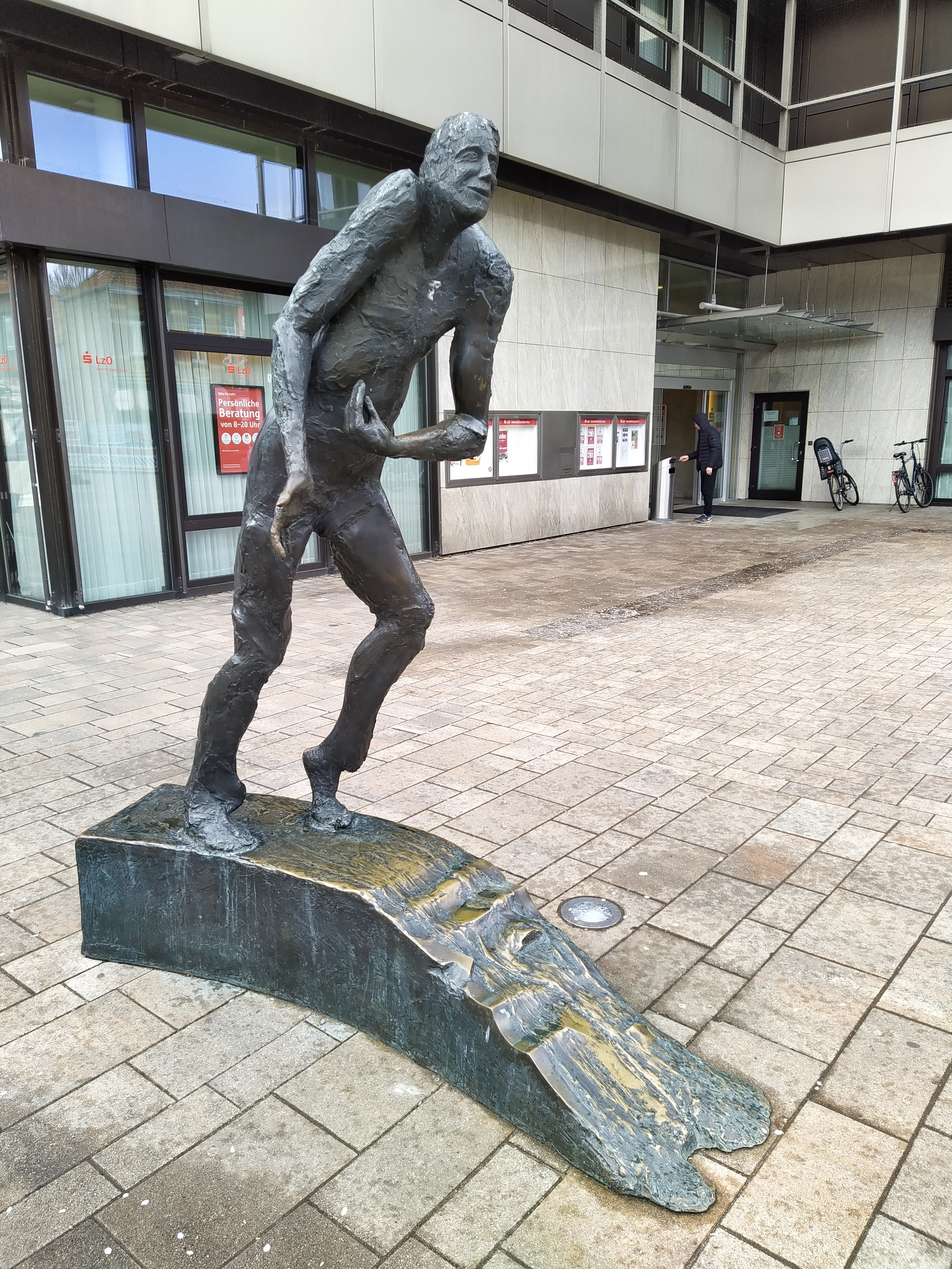
Dialog (Mann)
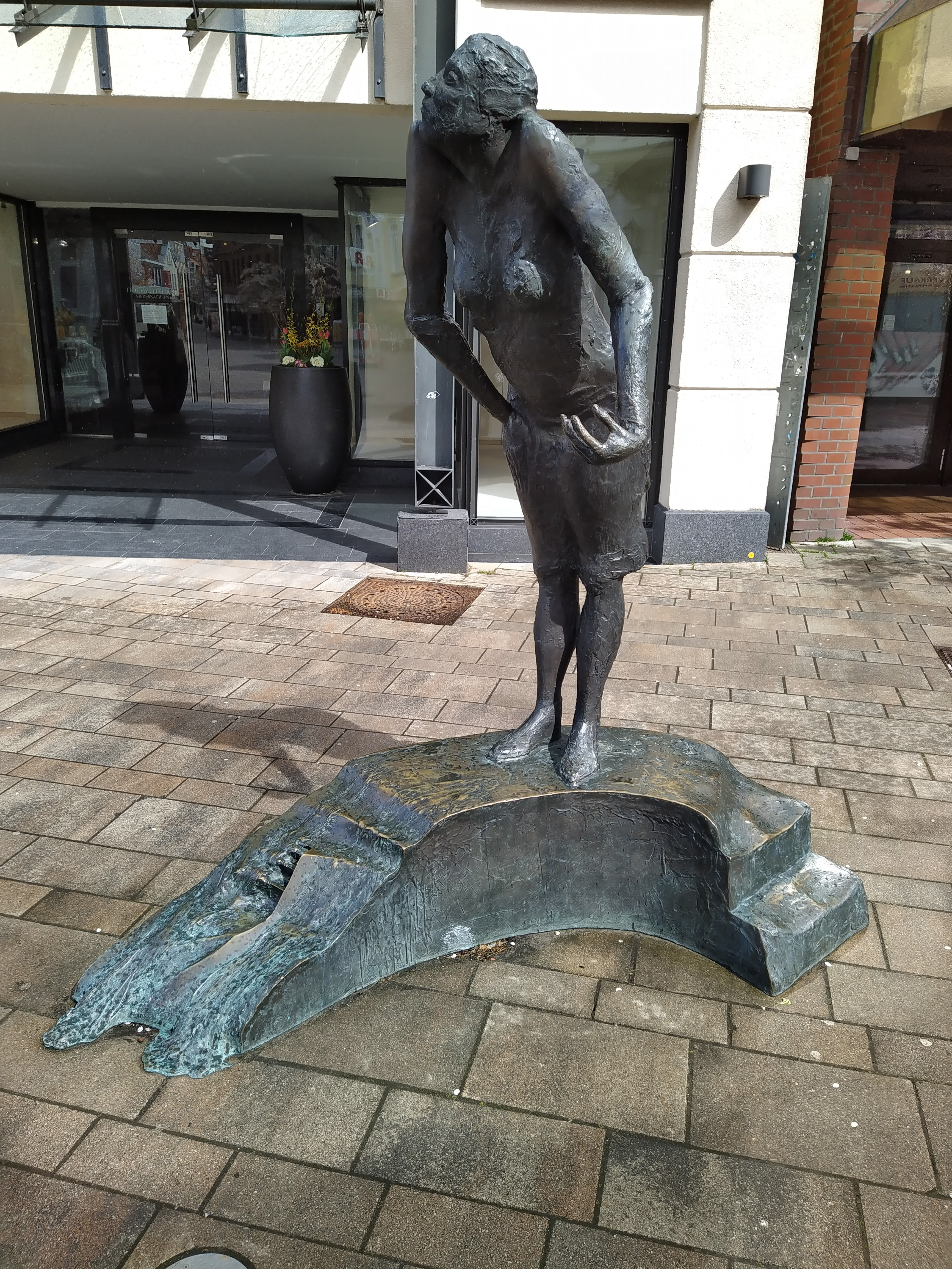
Dialog (Frau)
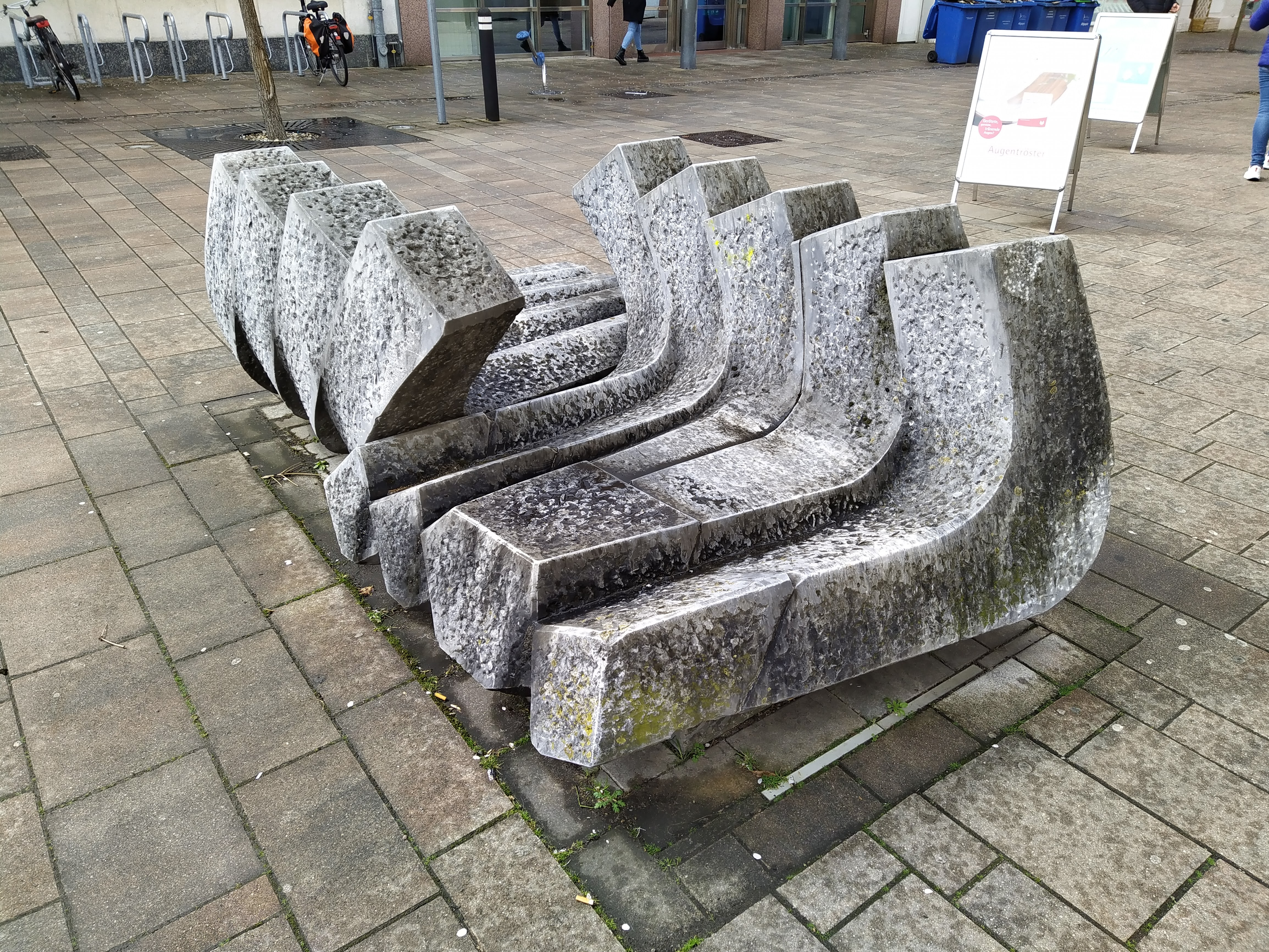
Die Welle
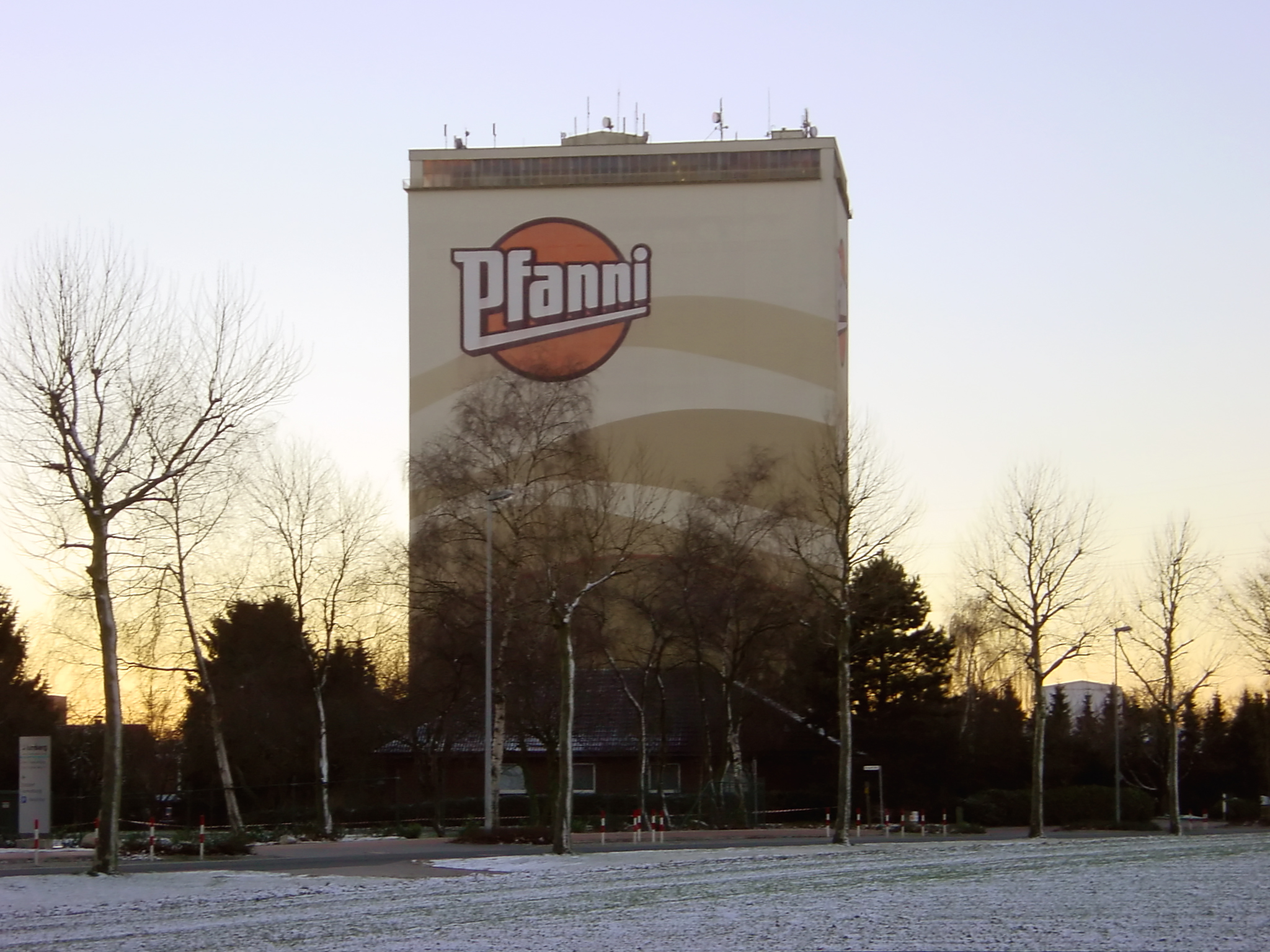
„Pfanni-Turm“

## Musik
Die Musikkultur in Cloppenburg wird geprägt von insgesamt 13 ortsansässigen Chören, dem sinfonischen Blasorchester der Feuerwehrkapelle von 1884 und dem Feuerwehrspielmannszug.
Ferner beherbergt die Stadt Cloppenburg die Musikschule des Landkreises Cloppenburg als öffentliche und gemeinnützige Einrichtung. Der Kreismusikschule sind der Cloppenburger Kinderchor sowie das überregional tätige Kammermusikensemble BrassEvolution angeschlossen.

## Wirtschaft und Infrastruktur

### Wirtschaft
Aus der einst landwirtschaftlich orientierten Ackerbürgerstadt hat sich ein Wirtschaftsstandort mit mittelständischer Prägung und den Schwerpunkten Ernährungswirtschaft, Elektrotechnik, Straßenfahrzeugbau und Bauwirtschaft entwickelt.

### Verkehr

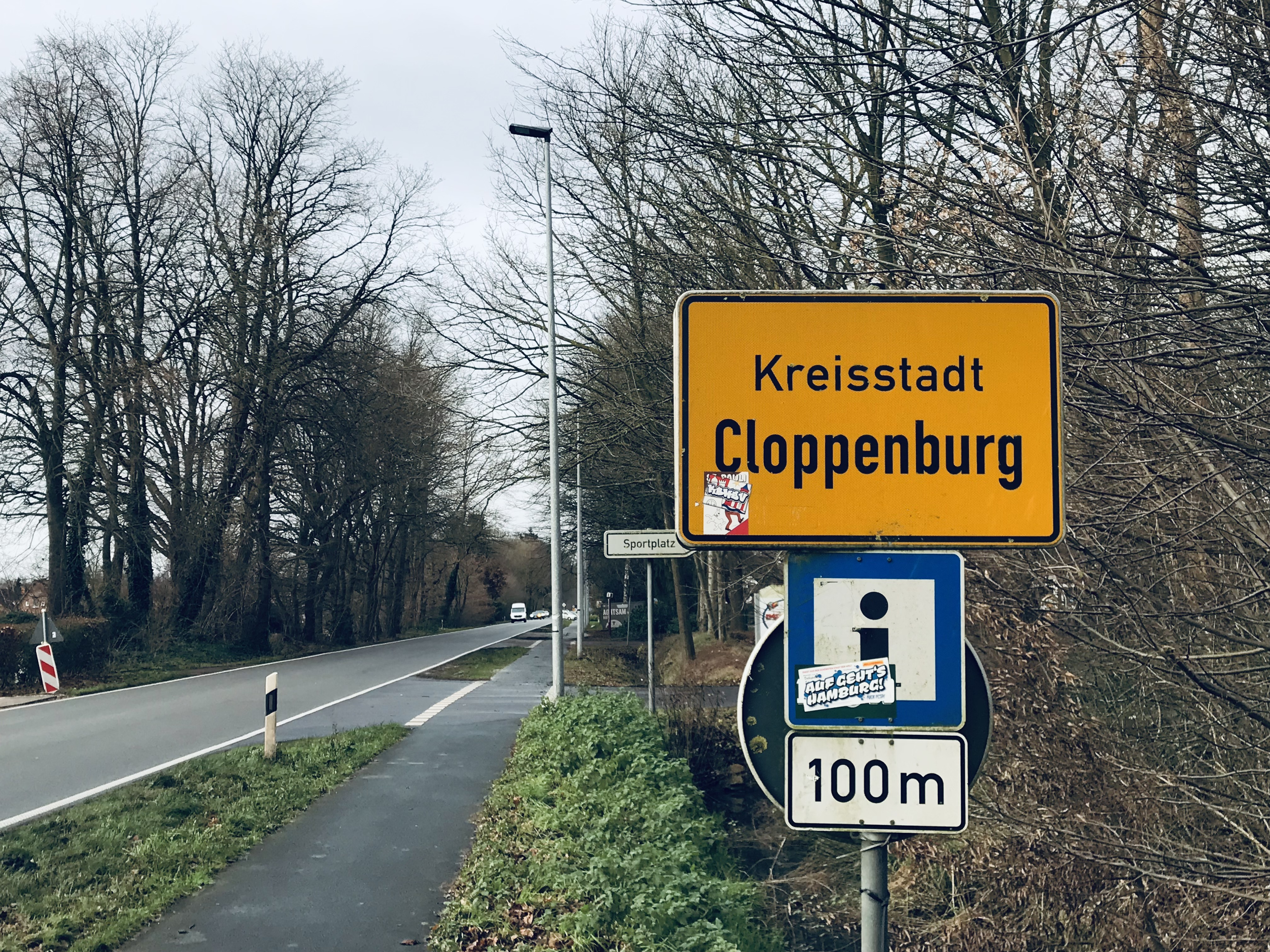
Ortseinfahrt Cloppenburg

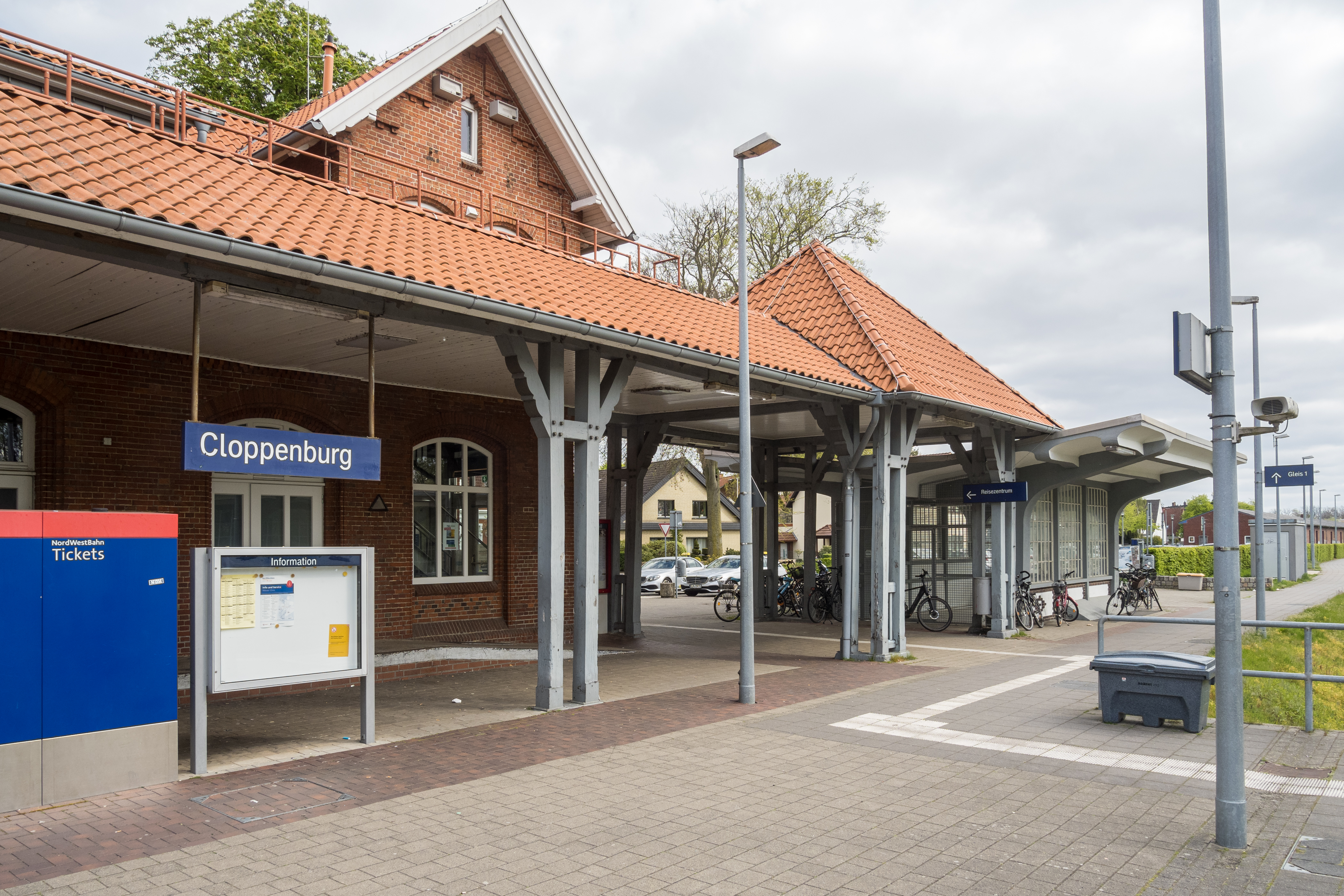
Gleisseite Bahnhof Cloppenburg

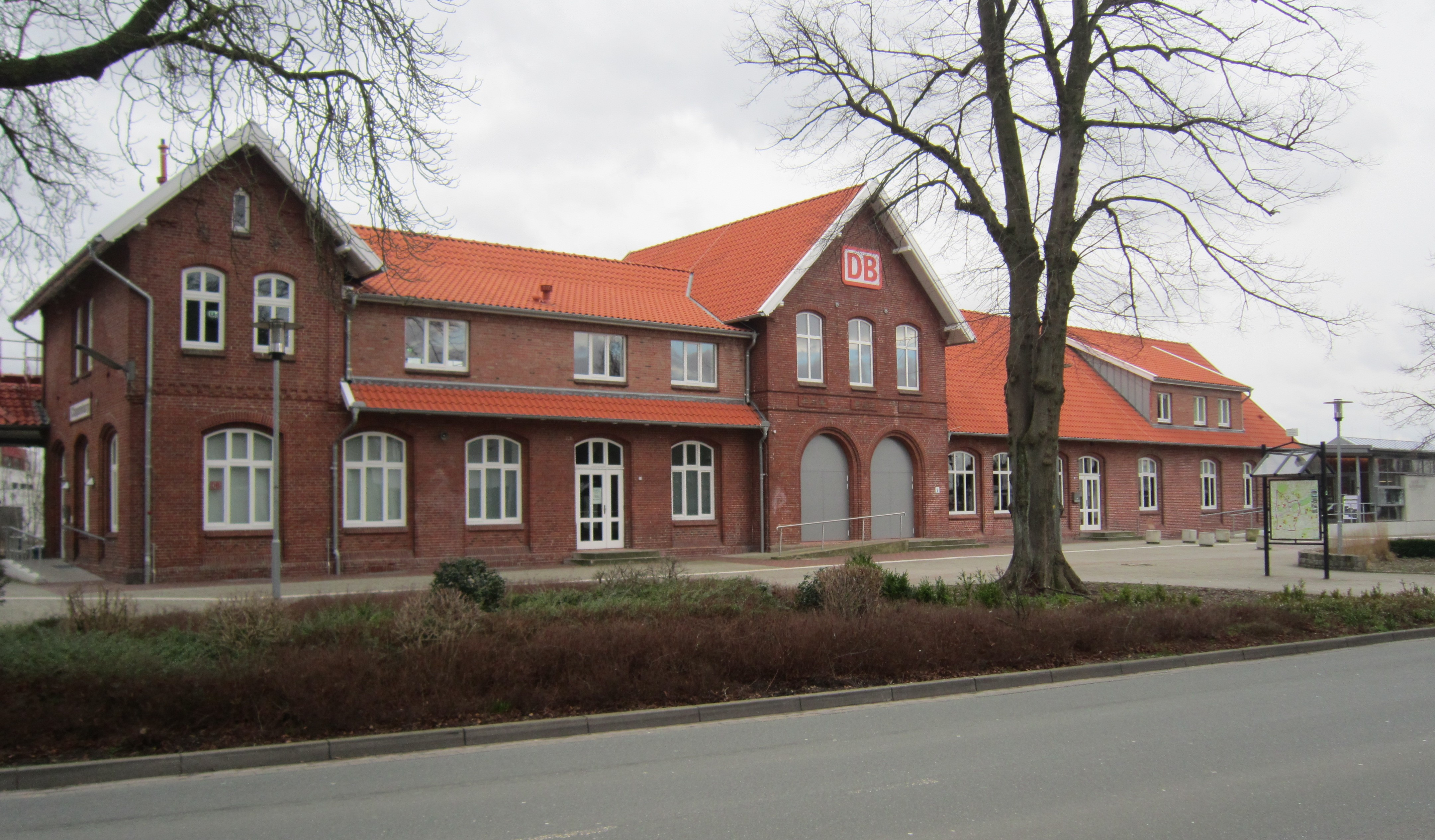
Bahnhof Cloppenburg

Die Bundesautobahn 1 führt östlich an Cloppenburg vorbei (Ausfahrt 63 „Cloppenburg“), die BAB 29 ist in etwa 15 Minuten Fahrzeit zu erreichen.
Die Bundesstraße 69 führt von der Autobahnausfahrt Cloppenburg nach Diepholz, die Bundesstraße 72 verbindet Cloppenburg mit der Nordseeküste (Norddeich) und die Bundesstraße 213 führt von Delmenhorst über Cloppenburg in die Niederlande. Cloppenburg ist dabei Kreuzungspunkt der B 72 und der B 213, die sich in der autobahnähnlich ausgebauten Umgehungsstraße miteinander vereinen.
Am westlichen Ausbauende der Umgehungsstraße Cloppenburgs im Zuge der Bundesstraßen 213 und 72 schließt sich die Bundesstraße 68 in Richtung Süden (Quakenbrück/Osnabrück) an.
Cloppenburgs Bahnhof liegt an der Bahnstrecke Oldenburg–Osnabrück der NordWestBahn, auf der stündlich der Regional-Express RE 18 (Wilhelmshaven – Osnabrück) fährt. Eine weitere Schienenverbindung führt nach Friesoythe. Sie wird ausschließlich von Museums- oder Güterzügen genutzt. Die Bahnstrecken Cloppenburg–Vechta und Cloppenburg–Landesgrenze sind stillgelegt und abgebaut.
Im Westflügel befindet sich der Kulturbahnhof.

### Medien
- Münsterländische Tageszeitung
- Nordwest-Zeitung
- Cloppenburger Wochenblatt
- Cloppenburger Sonntagsblatt

### Bildung

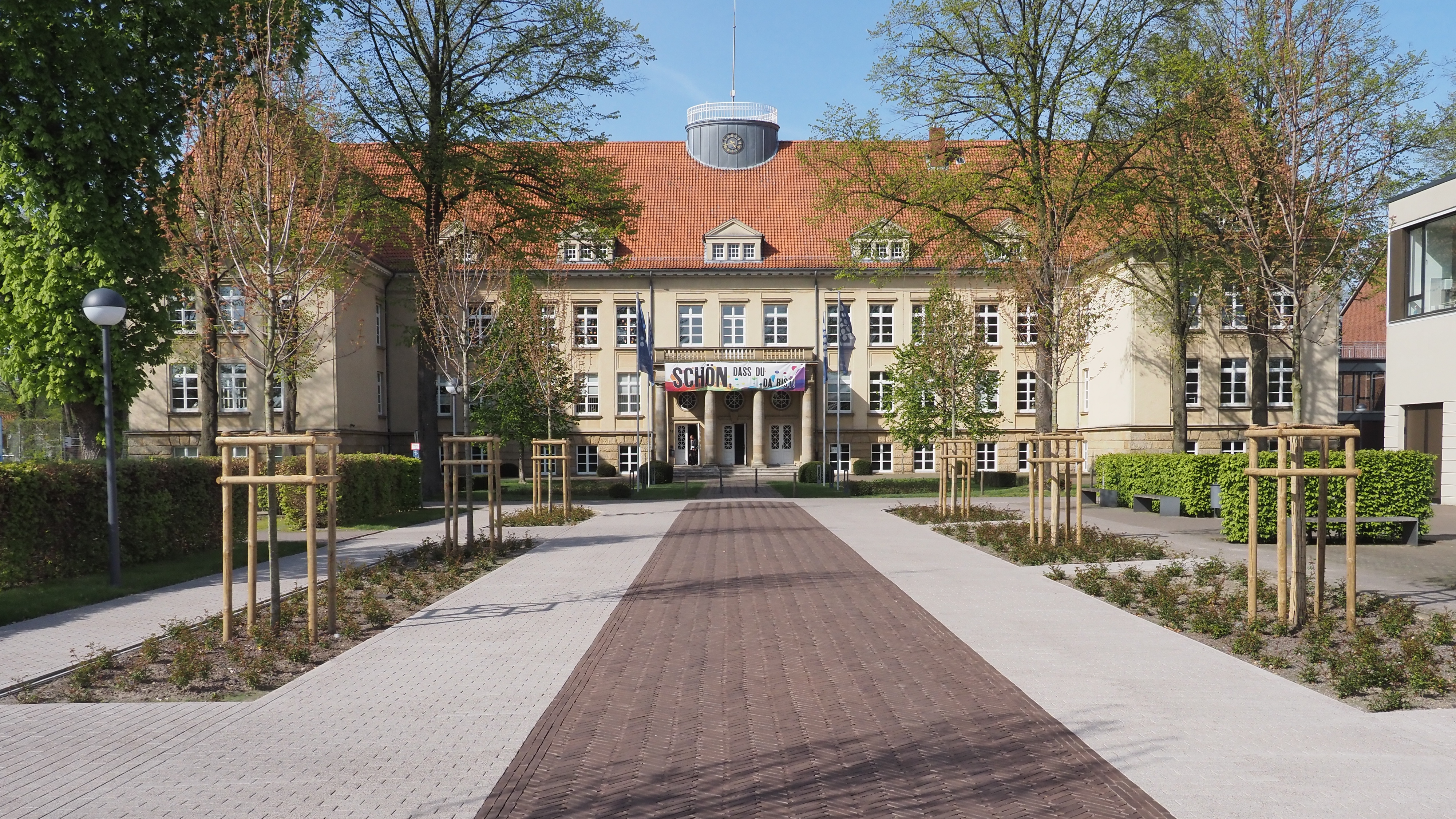
Clemens-August-Gymnasium in Cloppenburg

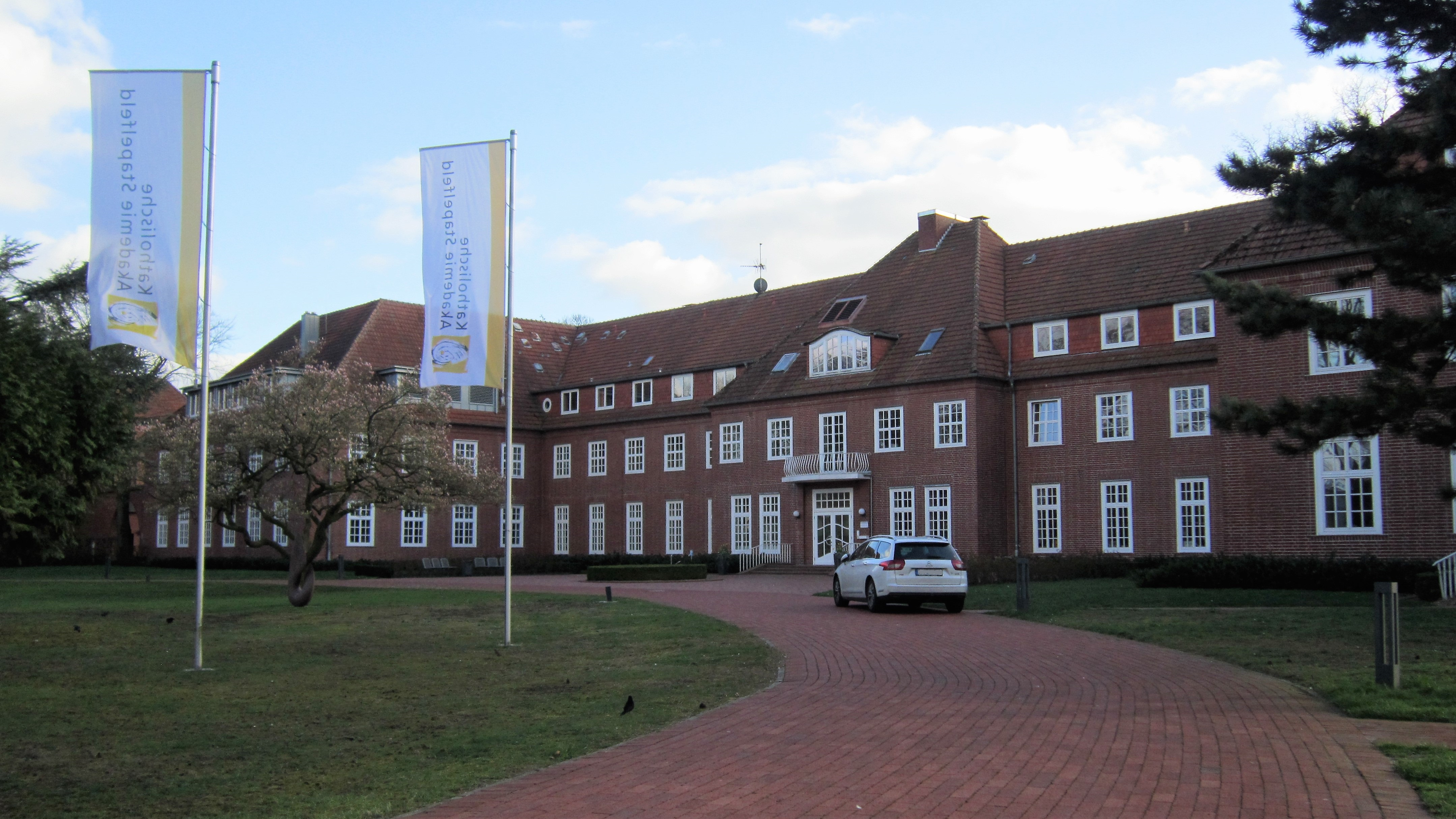
Katholische Akademie Stapelfeld (Heimvolkshochschule) im Stadtteil Stapelfeld

Zahlreiche Bildungs- und Kultureinrichtungen bieten breit gefächerte Aus- und Weiterbildungsmöglichkeiten an:
- ein Schulkindergarten
- sieben Grundschulen
- drei Oberschulen
- zwei Gymnasien (Liebfrauenschule Cloppenburg und Clemens-August-Gymnasium)
- zwei berufsbildende Schulen
- zwei Förderschulen
- eine Musikschule
- drei Erwachsenenbildungseinrichtungen
- 13 sonstige Bildungseinrichtungen und Schulen
- zwei öffentliche Büchereien

### Gesundheit
Das in katholischer Trägerschaft bestehende St.-Josefs-Hospital wurde 1863 gegründet.

### Kirchen
Cloppenburg ist römisch-katholisch geprägt. 40,94 % der Cloppenburger sind katholisch, vor 33 Jahren waren es noch 68 %.
- Die katholische Kirchengemeinde St. Andreas nutzt folgende vier Kirchen[24]:
  - St. Andreas, barocker Saalbau von 1728, Kirchhofstraße 1
  - St. Augustinus von 1959, Bahnhofstraße 62
  - St. Bernhard, Lindenallee 11
  - St. Josef, Bült 2

Weitere Kirchen/Gemeinden sind:
- Evangelisch-Lutherische Kirchengemeinde Cloppenburg: Evangelisch-lutherische Kirche an der Ritterstraße 6a[25]
- Christusgemeinde Cloppenburg, Alter Emster Weg 3
- Russisch-Orthodoxe Gemeinde des Heiligen Seraphim von Sarow, Brookweg 26
- Freies Christliches Zentrum Hoffnung, Ostring 18

Im Landkreis Cloppenburg gibt es fünf Gemeinden mit über 5500 Mitgliedern, die der Bruderschaft der Freien Evangeliums Christen Gemeinden (BFECG) angehören.
- FECG Cloppenburg – Sternbusch, Herzog-Erich-Ring 38
- FECG Cloppenburg – West, Huntestraße 39
- FECG Cloppenburg – Emstekerfeld, Industriezubringer 58
- FECG Molbergen, Kneheimer Weg 30A
- FECG Friesoythe, Am Alten Hafen 28

### Sport
- BV Cloppenburg: Die Herrenmannschaft des BVC spielt in der Saison 2019/20 in der Landesliga Weser-Ems, die Damenmannschaft spielte in der Saison 2013/14 in der 1. Frauen-Bundesliga.
- TV Cloppenburg von 1892: Neben den größten Leistungsabteilungen Handball und Volleyball gibt es die Abteilungen Badminton, Judo, Karate, Freerunning, Parcours, Square-Dance, Kindertanzen und Kinderturnen. Größte Abteilung ist der Fitnessbereich. Zudem kommen Seniorensportangebote und Reha-Sportmöglichkeiten.
- Überregional bekannt waren die früher stattfindenden Grasbahnrennen.
- Motorsportclub Cloppenburg mit Speedwayrennen.

## Persönlichkeiten

### In Cloppenburg geboren
- Heinrich Scheve (um 1470–1554), Humanist und Geistlicher
- Carl Franz Nikolaus Bucholtz (1809–1887), oldenburgischer Politiker und Regierungspräsident des Fürstentums Lübeck
- Ignatz Feigel (1855–1922), war Bürgermeister von Cloppenburg und Landtagsabgeordneter Zentrum
- Fanny Moran-Olden (1855–1905), Opernsängerin, bedeutende Wagner-Sopranistin
- Gerhard Götting (1879–1951), Politiker (CDU), gehörte 1946 dem Ernannten Landtag von Oldenburg an.
- Harry Maasz (1880–1946), bedeutender Gartenarchitekt und Gartenbauschriftsteller
- Hermann Heukamp (1886–1966), Politiker, nordrhein-westfälischer Landesminister
- Georg Wessling (1889–1974), war Bürgermeister von Cloppenburg und Landtagsabgeordneter.
- Paul Dierkes (1907–1968), Bildhauer und Grafiker
- Werner Baumbach (1916–1953), General der Kampfflieger und Bomberpilot im Zweiten Weltkrieg
- Theo Strohschnieder (1923–2011), Leichtathlet
- Paul Vaske (1924–1985), Ingenieurwissenschaftler
- Helmut Ottenjann (1931–2010), von 1961 bis 1996 Leiter des Museumsdorfes Cloppenburg – Niedersächsisches Freilichtmuseum
- Richard van Dülmen (1937–2004), Professor für Neuere Geschichte und Publizist
- Gerd van Dülmen (1939–2023), Künstler und Hochschullehrer
- Werner Berges (1941–2017), der Künstler zählt zu den Wegbereitern der Pop Art in Deutschland, gehörte zu den bekanntesten deutschen Pop-Art-Künstlern und ist weltweit in zahlreichen Sammlungen vertreten.
- Ludger Lütkehaus (1943–2019), Professor für Literaturwissenschaft an der Albert-Ludwigs-Universität Freiburg. Herausgeber einer Schopenhauer-Editionen.
- Peter Brinkmann (* 1945), Journalist
- Petra Oelker (* 1947), Journalistin und Schriftstellerin
- Klaus-Dirk Schmitz (* 1951), Sprachwissenschaftler und Terminologe, Hochschullehrer
- Bernadette Schuster-Barkau (* 1953), Politikerin (SPD), Mitglied des Niedersächsischen Landtags
- Josef Ostendorf (* 1956), Schauspieler
- Margit Freiberg (* 1962), Tischtennis-Nationalspielerin
- Hille Haker (* 1962), katholische Theologin und Ethikerin
- Manfred Hellmann (* 1962), Fußballspieler
- Katharina Köhntopp (* 1963), Abitur 1982 am Clemens-August-Gymnasium Cloppenburg, Schauspielerin
- Frank Jordan (* 1964), Schauspieler und Hörspielsprecher
- Peter Sieve (* 1964), Historiker und Archivar
- Laurenz Berges (* 1966), Fotograf
- Tomas Cramer (* 1967), Autor von Kriminalromanen, Jugend- und Sachbüchern
- Christine Kröger (* 1968), Journalistin und Redakteurin, Leiterin der Niedersachsen-Redaktion des Bremer Weser-Kuriers
- Detlef Müller (* 1970), TV-Moderator
- Bettina Dickes (* 1971), Politikerin (CDU), Mitglied des Rheinland-Pfälzischen Landtags
- Markus Meyer (* 1971), Schauspieler, Ensemblemitglied des Wiener Burgtheaters
- Anne Ratte-Polle (* 1974), Schauspielerin
- Marco Beeken (* 1981), Chemiedidaktiker und Hochschulprofessor
- Jens Nerkamp (* 1989), Langstreckenläufer
- Bernd Gerdes (* 1989), Fußballspieler
- Stephan Christ (* 1991), Politiker (Bündnis 90/Die Grünen)
- Kira Ortmann (* 1993), Journalistin

### Mit Cloppenburg verbunden
- Heinrich Ottenjann (1886–1961), Gründer des Museumsdorfes Cloppenburg – Niedersächsisches Freilichtmuseum
- Ernst Henn (1909–1945), Kaplan in Cloppenburg, Widerstandskämpfer gegen den Nationalsozialismus
- Jupp Derwall (1927–2007), Fußballspieler, 1949 für den BV Cloppenburg, Trainer der deutschen Fußballnationalmannschaft
- Wilfried Körtzinger (1933–2022), Künstler, von 1967 bis 1996 Kunsterzieher am Clemens-August-Gymnasium Cloppenburg
- Jan Käter (* 1937), Motorrad-Bahnrennfahrer
- Manfred Zapatka (* 1942), Schauspieler, Abitur am Clemens-August-Gymnasium Cloppenburg 1962
- Hubert Gelhaus (* 1950), Lehrer am Clemens-August-Gymnasium und Autor
- John Lee Hooker junior (* 1952), US-amerikanischer Bluessänger und Sohn der Blues-Legende John Lee Hooker
- Richard Wiese (* 1953), Linguist und Professor Philipps-Universität Marburg, Abitur am Clemens-August-Gymnasium 1971
- Gabriele Groneberg (* 1955), SPD-Politikerin, von 2002 bis 2009, 2012 bis 2013 sowie von 2014 bis 2017 Mitglied des Deutschen Bundestags
- Torsten W. Müller (* 1982), Historiker und Publizist, seit 1. April 2022 Leiter des Museumsdorfes Cloppenburg
- Artjom Gilz (* 1987), Schauspieler, in Cloppenburg aufgewachsen und Abitur absolviert
- Lena Gercke (* 1988), Fotomodel und Mannequin
- Christian Groß (* 1989), spielte in Cloppenburg Fußball

## Trivia
Die Handlungen des Kriminalromans Novemberblut  und des Fantasyromans Trauerwelten von Tomas Cramer spielen in Cloppenburg. Im Jahre 2017 wurde in der Nähe der Stadt ein 141 Gramm schwerer Meteorit mit der offiziellen Bezeichnung „Cloppenburg“ gefunden. Er zählt zur Klasse H4-5 der Gewöhnlichen Chondriten.